# ウラニアの鏡

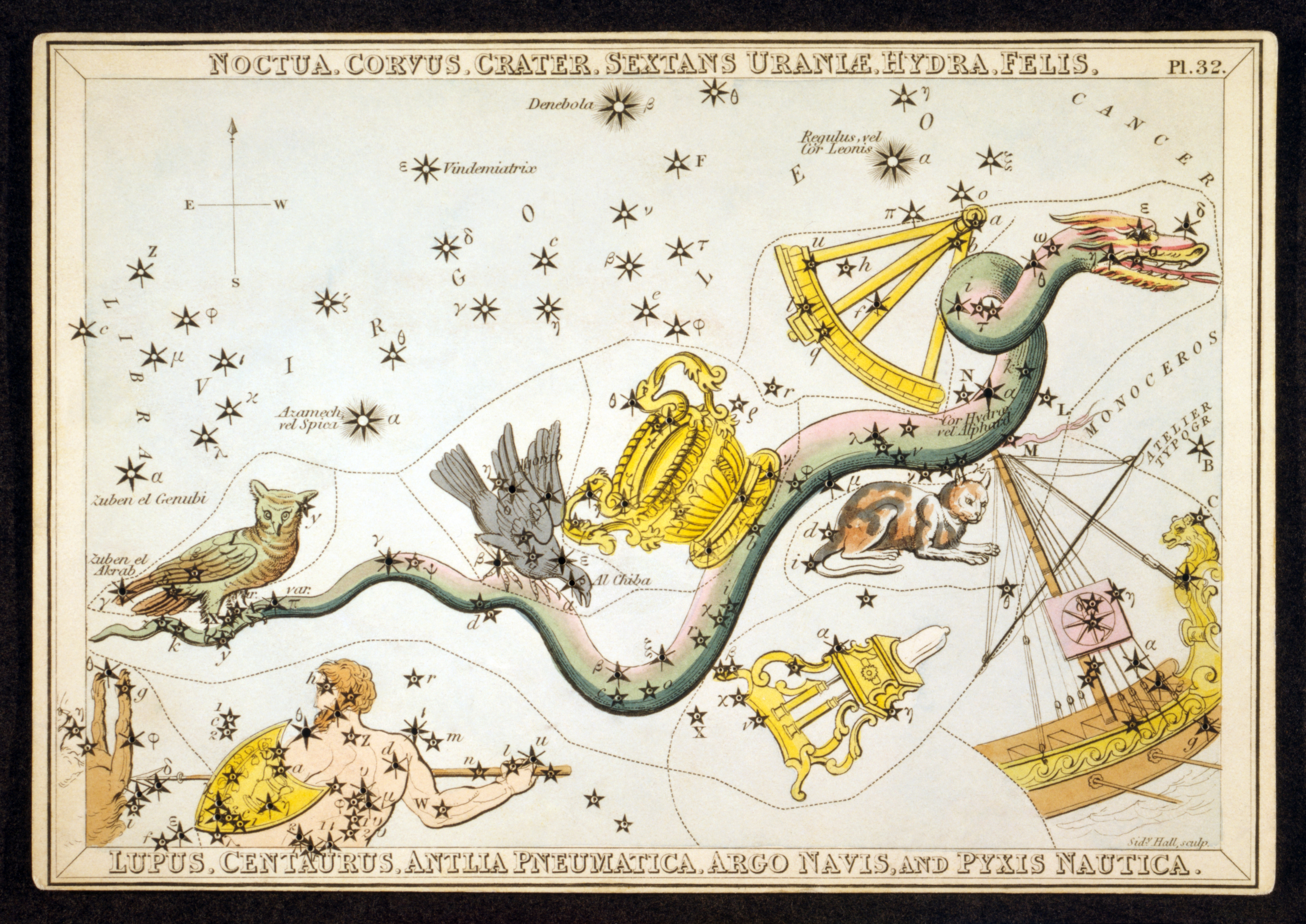
カード32番には12の星座が描かれている。このうち、からす座、コップ座、ろくぶんぎ座、うみへび座、おおかみ座、ケンタウルス座、ポンプ座、らしんばん座の9つは現在も使用されているが、
アルゴ船座は3つの星座に分割されており、ふくろう座とねこ座は使用されていない。

『ウラニアの鏡』（ウラニアのかがみ、英語: Urania's Mirror; or, a view  of the Heavens）は、1824年11月に出版された32枚の星図カードからなるカード集。
アレクサンダー・ジェイミソンの『ジェミーソン星図   (A Celestial Atlas)  』をベースにしているが、カードには穴が開けられていて、灯りにかざすと星座の星が光るという仕掛けがほどこされていた。版画技師シドニー・ホールによる版画印刷で、「ある婦人」がデザインしたものとされてきたが、近年ラグビー校の助教師リチャード・ラウズ・ブロクサムが作者であることが判明した。
カード集の箱絵には天文と占星の女神ウラニアが描かれており「天文学への手引き (A Familiar Treatise on Astronomy...)」と題した小冊子が添えられている。 出版から170年後にカードの作者を突きとめた研究者のピーター・ヒングレイは、『ウラニアの鏡』を「19世紀初頭に世に出た数多の星図カードのなかでもっとも魅力的な作品」と評した。

## 概要

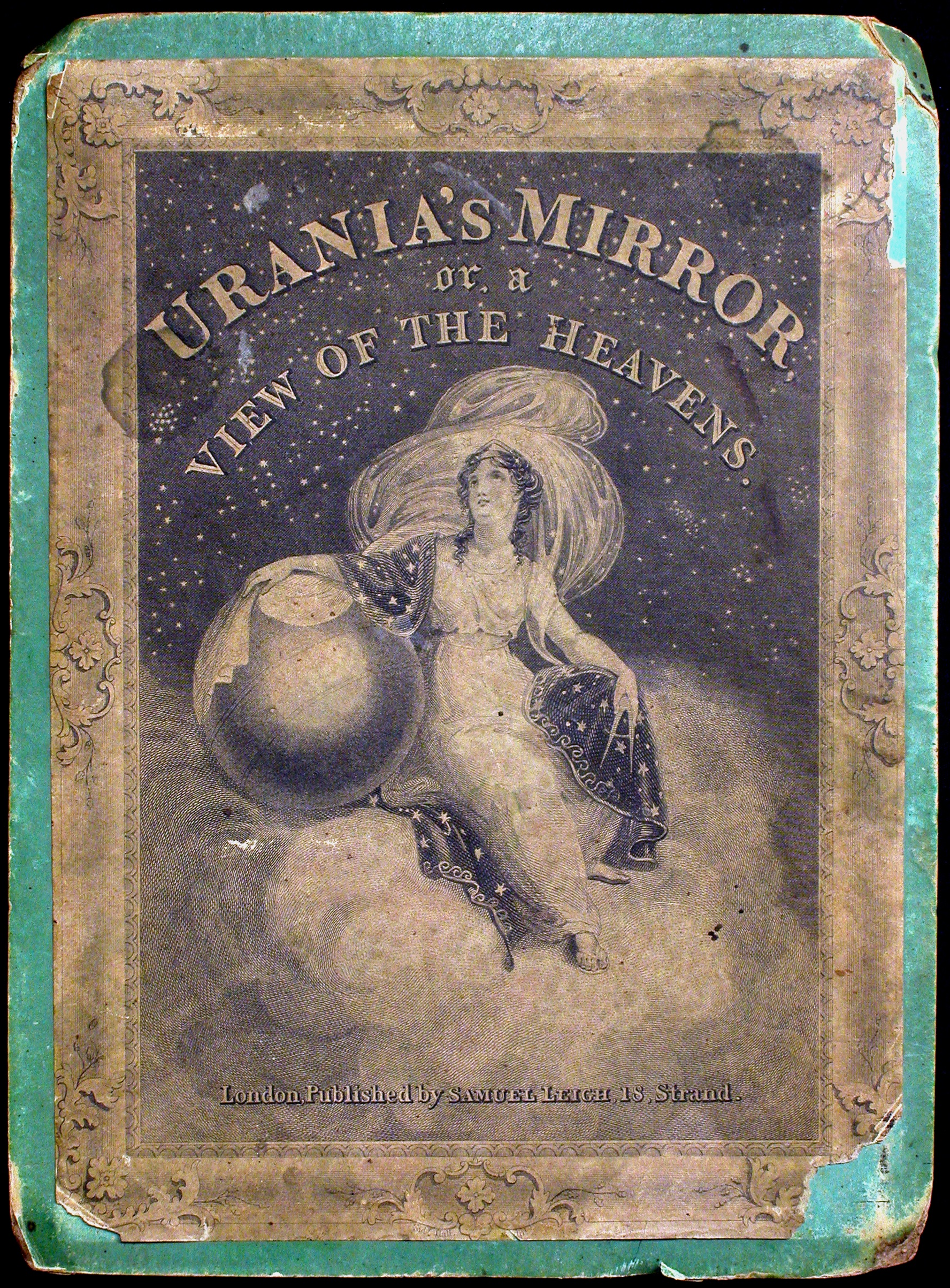
天文の女神ウラニアが描かれた初版の箱絵。

『ウラニアの鏡』には計79の星座が描かれているが、そのうちいくつかの星座は現在使用されておらず、ペルセウスがもったメドゥーサの首 Caput Medusæ のように他の星座の一部に組み込まれているものもある。初版では「大英帝国 (the British Empire) で見ることができるすべての星座」が含まれていると宣伝されたが、実際のところ南天の星座はすべては含まれていなかったため、2刷目からは「グレート・ブリテン（島、Great Britain）から見えるすべての星座」に修正された。カードには、星座がひとつしか描かれていないものあれば、複数の星座が描かれているものある。32番目のカードにはうみへび座を中心に合計12もの星座が描かれており、カード28番には6つの星座が描かれているが、他のカードに描かれた星座はすべて4つ以下である。 カードの大きさは20×14 cmである。ヨシャファト・アスピン (Jehoshaphat Aspin) という人物による「天文学への手引き (A Familiar Treatise on Astronomy  正しくは A Familiar Treatise on Astronomy, Explaining the General Phenomena of the Celestial Bodies; with Numerous Graphical Illustrations)」と題された冊子がカードに同梱されている。カード集はもともとロンドン・ストランド通り18番地のサミュエル・リー社  (Samuel Leigh (bookseller))  から出版されたが、同社は後にストランド通り421番地に移転し、第4版からは社名もM・A・リー（M. A. Leigh）に変更されている。カードと冊子が収められた箱には、天文の女神ウラニアを思わせる女性が描かれている。
出版から170年後にカードの作者を突きとめた研究者のピーター・ヒングレイは「19世紀のはじめには天文学を独学で学ぶための教材が数多く出版されたが、その中でもっとも魅力的なもののひとつで、見ているだけで幸せになるようなカード集」と述べている。カードに描かれた各星座の星の位置には穴が空けられており、光にかざすと星座が光ってみえるしかけが施されている。またカードの穴は星それぞれの等級によって大きさが変えてあるなどリアルな星座表現となっている。イギリスの科学史家イアン・リドパスはこの仕掛けを「面白い仕組み」と評価したが、当時人々は灯りとして主にろうそくをつかっていたので、ろうそくの灯りにかざしてカードを焦がす人があとを絶たなかったという。リドパスによれば、こうした仕掛けをもった星図集は他に Franz Niklaus König の Atlas céleste (1826年)、Friedrich Braun の Himmels-Atlas in transparenten Karten (1850年)、Otto Möllinger の Himmelsatlas (1851年)の3つがあるが、これらには「『ウラニアの鏡』のような芸術性が欠けている」と述べている。

## 『ジェミーソン星図』の模倣

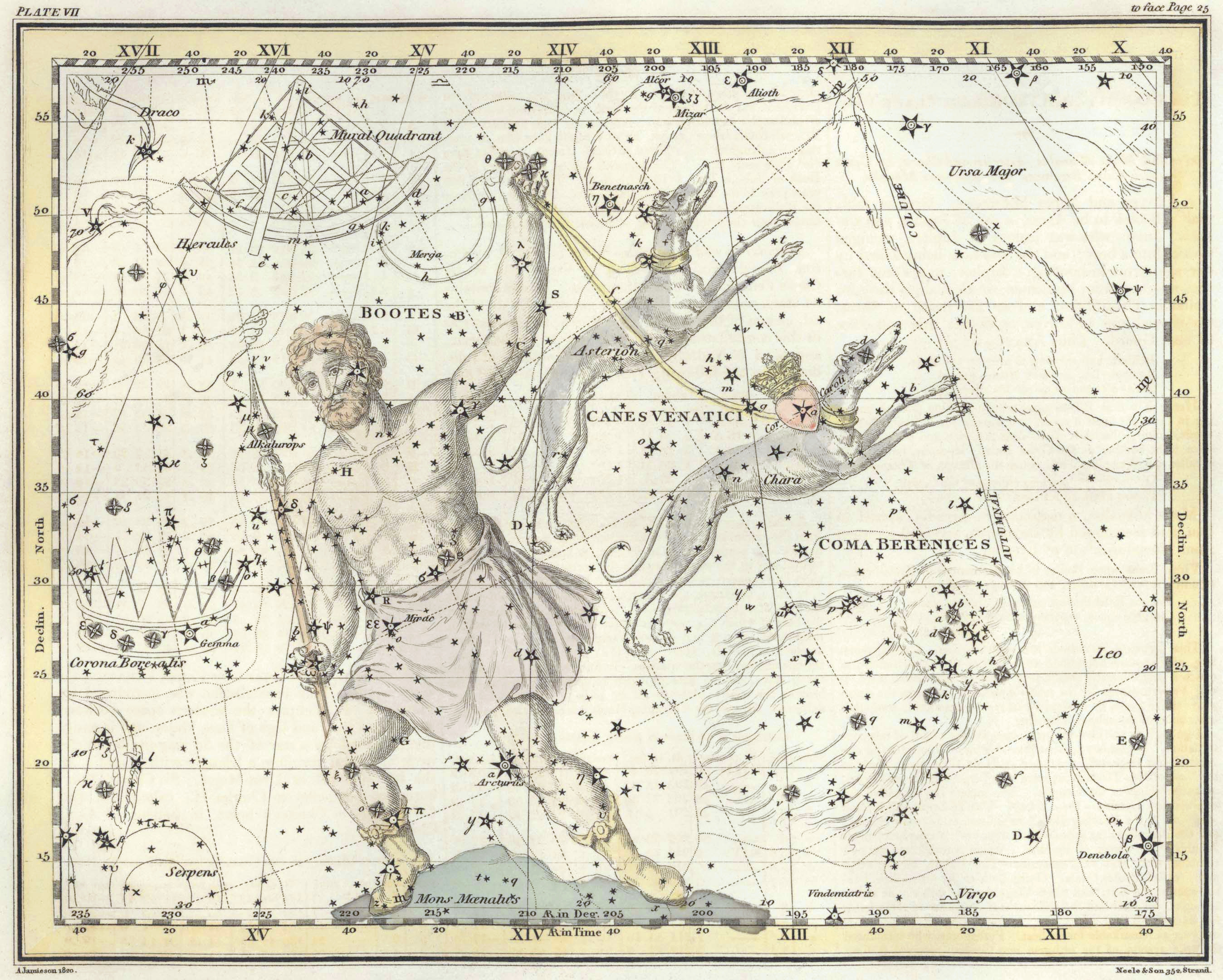
『ジェミーソン星図』 7番
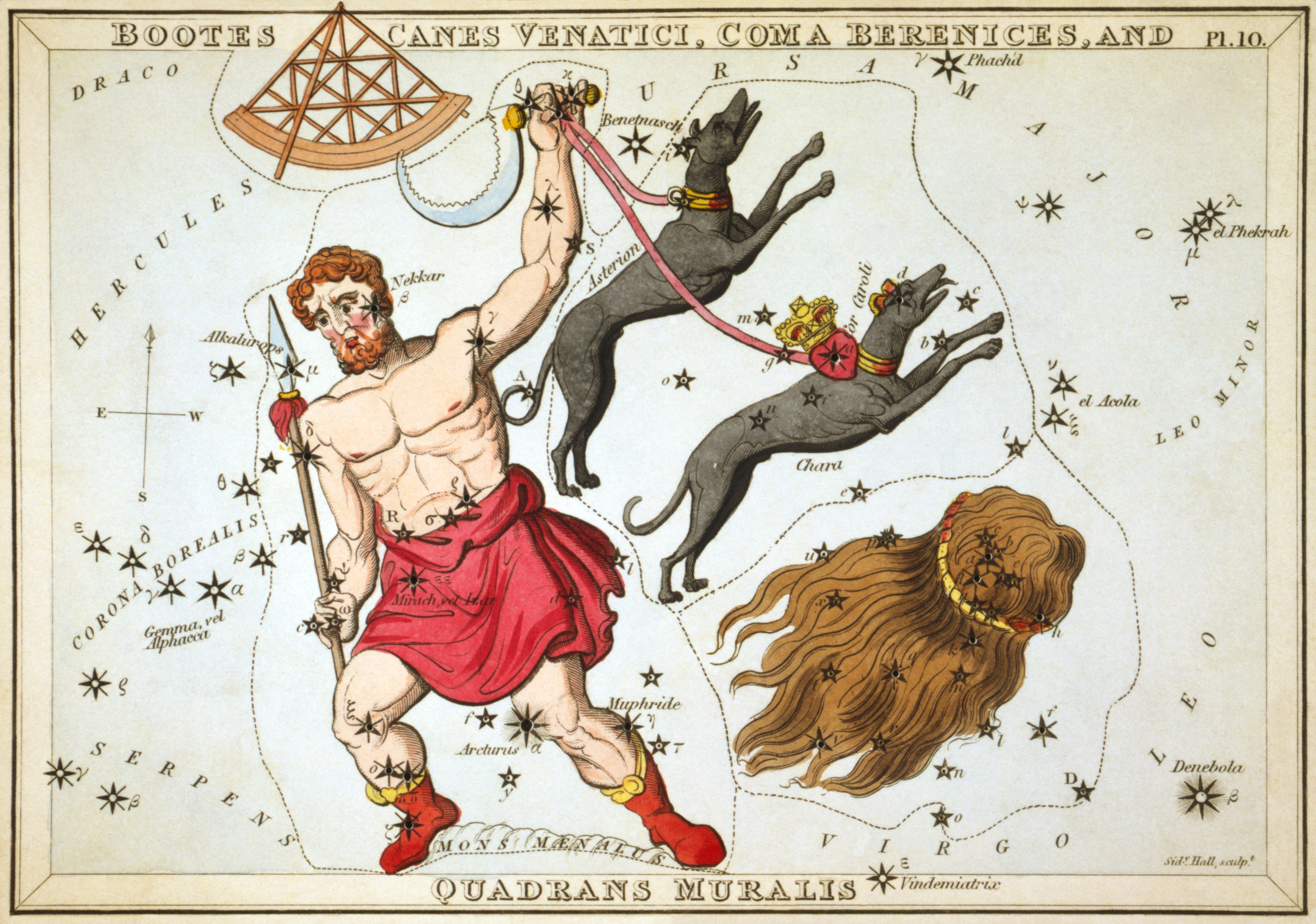
『ウラニアの鏡』 10番

『鏡』の星座イラストは、3年前の1822年に出版されたアレクサンダー・ジェイミソンの『ジェミーソン星図』を描き直したもので、ジェイミソンの特徴的な飾り書きも模倣されておりふくろう座やみずがめ座の男性がもつナイル川水量計 "Norma Nilotica" もそのまま模倣されている。

## 作者の謎とその謎解き

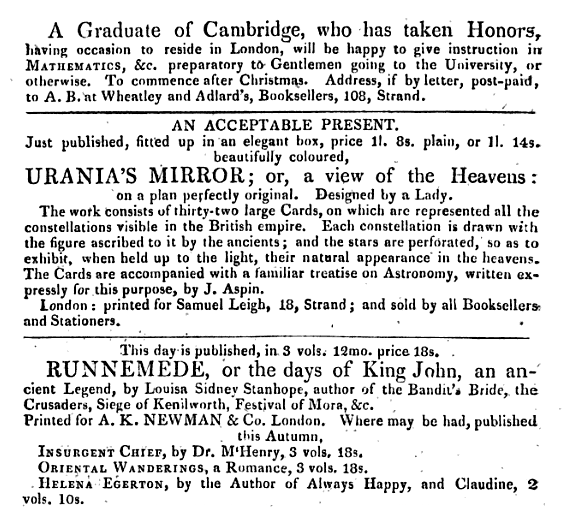
1824年12月、『ウラニアの鏡』の広告。「クリスマスプレゼントにもぜひ」との宣伝文句もある。

『ウラニアの鏡』の広告や付属冊子の序文には、カードの作者は「ある婦人 (a lady)」としか書かれていない。なお冊子序文によれば「妙齢の (young)」婦人とのことである。このため出版後100年以上もの間、作者に関する憶測が飛び交った。当時女性天文学者として有名であったカロライン・ハーシェルやメアリー・サマヴィルを『鏡』の作者だと考える人もいたし、他方で版画師シドニー・ホール作者説を唱える者もいたが、これといって信頼性の高い説が確立することはなかった。
作者の謎が解き明かされたのは出版から170年ほど経過した1994年のことであった。このとき王立天文学会(RAS)の会員選出証書を整理していたピーター・ヒングレイが、リチャード・ラウズ・ブロクサム師 (Richard Rouse Bloxam) の選出証書に「ウラニアの鏡の作者であるため」にRAS会員に推挙するという選出理由が書かれているのを発見し、ブロクサムが作者であることが判明した。ブロクサムには有名な息子がいたが、著作などがあったことは知られておらず、その主な事績としてはラグビー校に38年間勤務したことぐらいであった。
作者を曖昧にしていた理由は分かっていない。ヒングレイによれば、当時の出版物は、おそらくは商業的な面で敷居を低くし男女問わず商品を手にとってもらおうとの意図から、制作に女性が関わっていることを喧伝しようとする傾向があったことを指摘している。また、ブロクサムのラグビー校での地位を守る必要から匿名にしたのではとする推測に対しては、ラグビー校は極めて進歩的な学校であったのでその可能性は低いとし、第三の理由として「古き良き謙虚さ」によって著者を匿名にした可能性をあげている。一方イアン・リドパスは、『鏡』は『ジェミーソン星図』からの盗作だと指摘し、作者が匿名を望んだ理由としてはこのことだけで説明がつくと述べている。

## 発行版

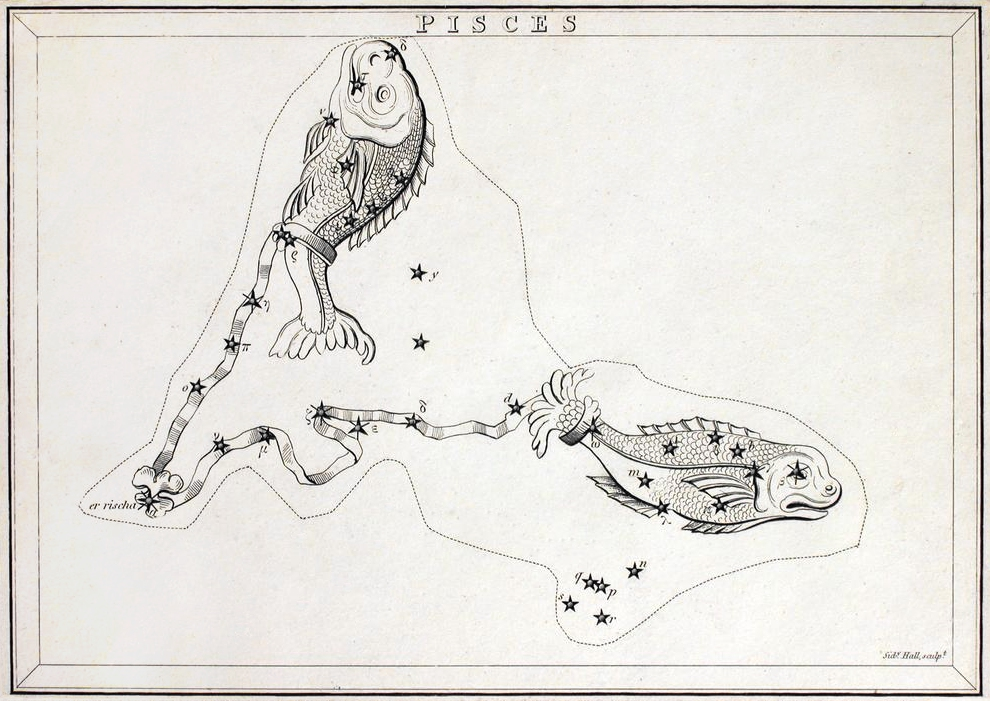
初版のうお座。星座の周りには何も描かれていない。
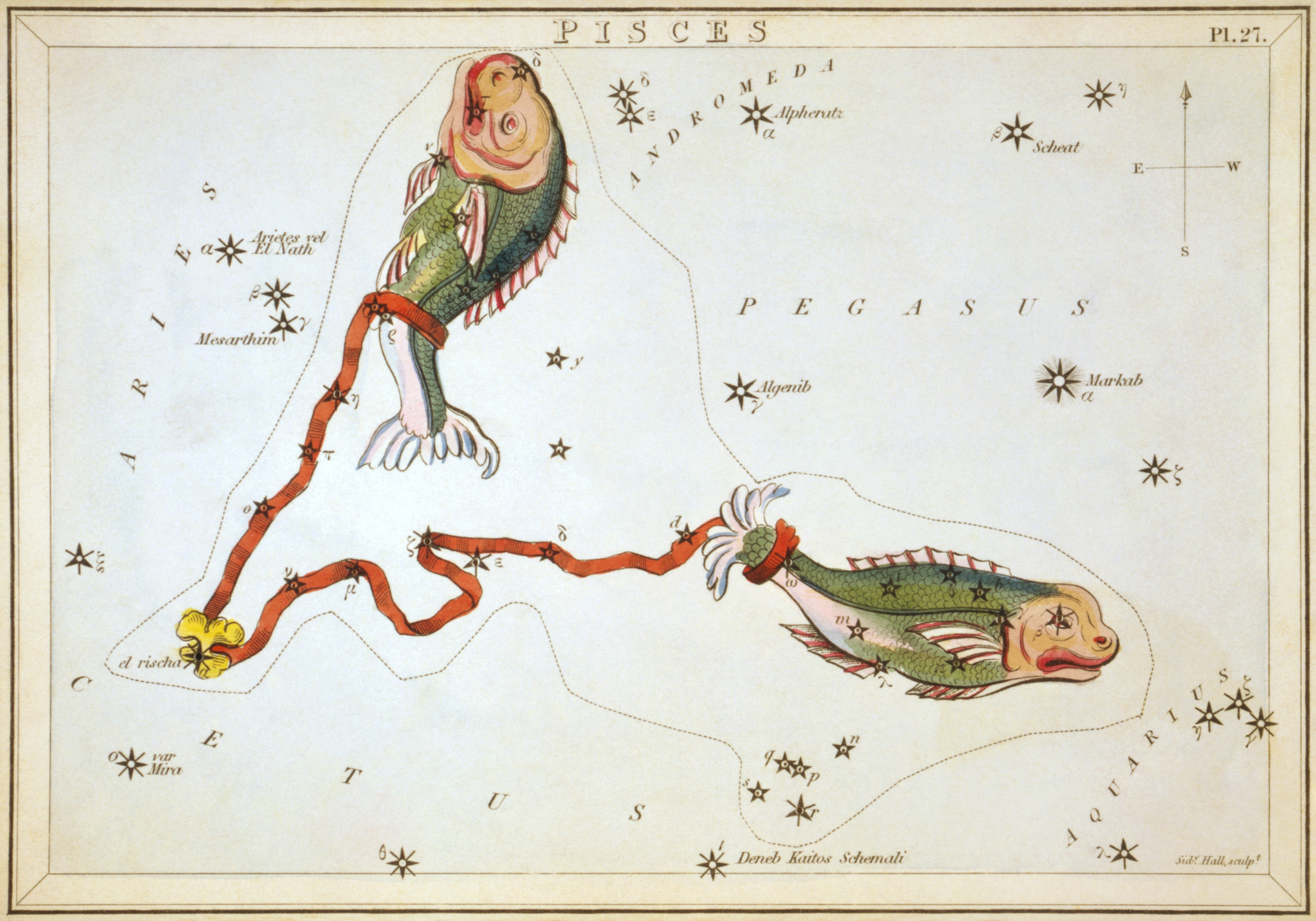
第2版のうお座。星座の周りに星が描かれた。

1824年12月の広告には、カード集は「出版されたばかり」で、値段は白黒版が1ポンド8シリング、カラー版1ポンド14シリングと記載されている。また初版では星座の周りに星々は描かれておらず空白になっているが、第2版では星座を囲むように星々が描かれた。アメリカ版は1832年に出版されたが、1993年にはその復刻版も発行されており、2004年にはバーンズ・アンド・ノーブル社から冊子付の復刻版も発行された。ヨシャファト・アスピンによる付属冊子は少なくとも4度版を重ね、最終版は1834年に出版された。 
第2版で冊子は幅に加筆され、初版121ページだったものが200ページにもなった。1834年のアメリカ版は、序文、北天と南天の星座リスト、各カードの説明と掲載された星座の歴史および背景、さらに星（アケルナルなど）のアルファベット順のリスト、それぞれのバイエル符号と等級が記載された。
惑星のイラストや携帯可能な太陽系儀を付録にした『ウラニアの鏡』パート2の発行も宣伝されたが、実際に出版されたことを確認できる資料はない。

## ギャラリー

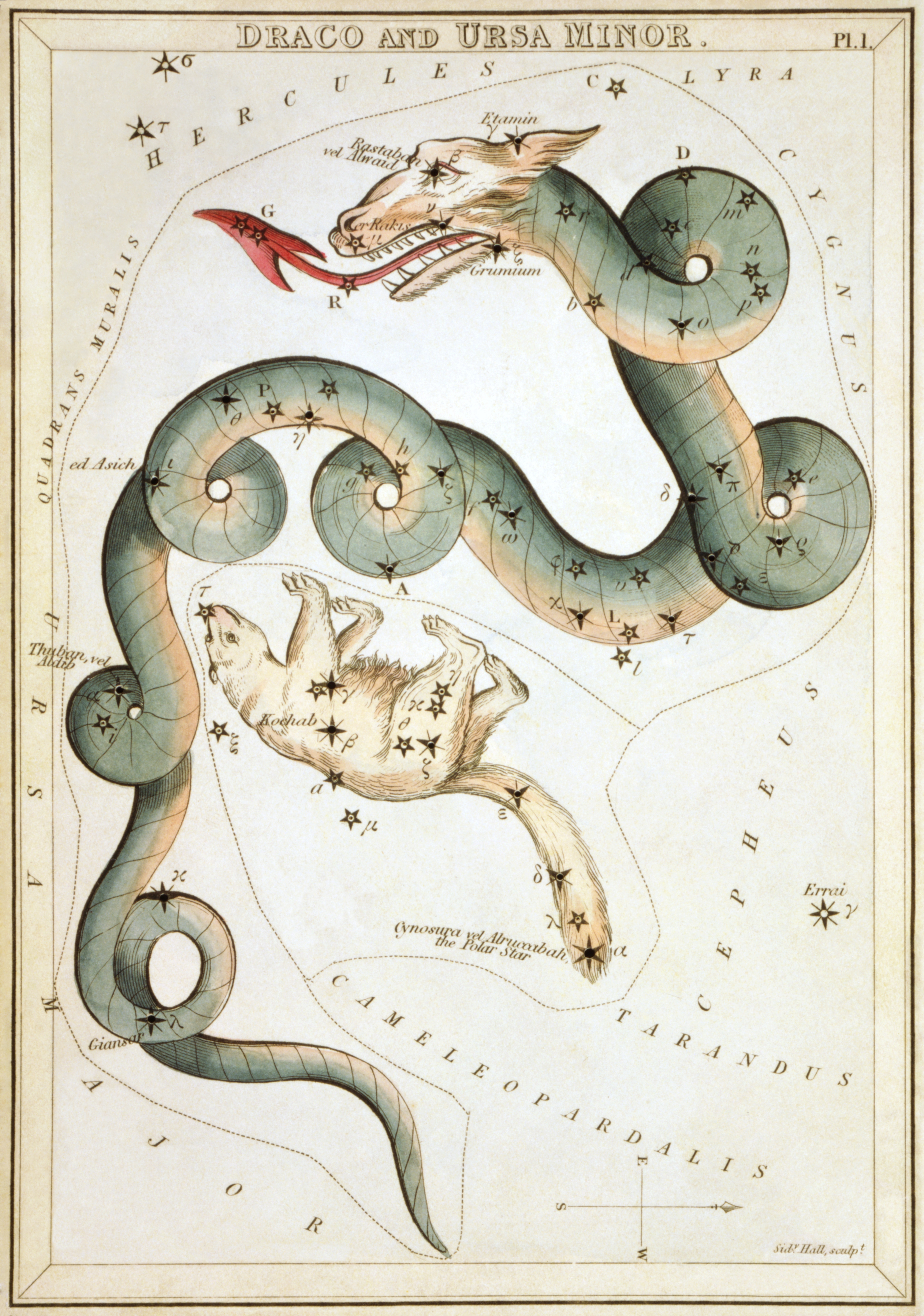
1: りゅう座とこぐま座
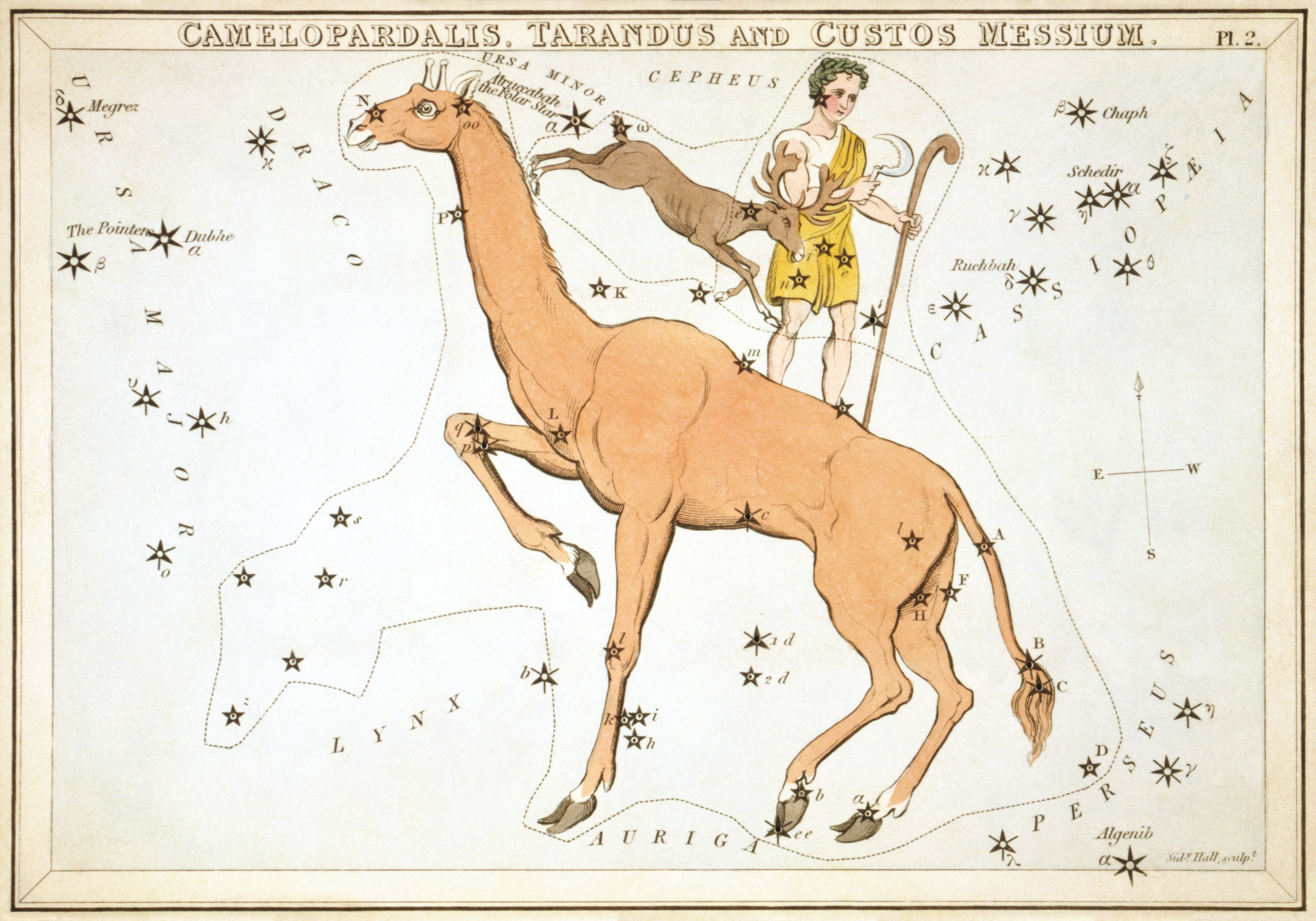
2: きりん座、となかい座、かんししゃメシエ座
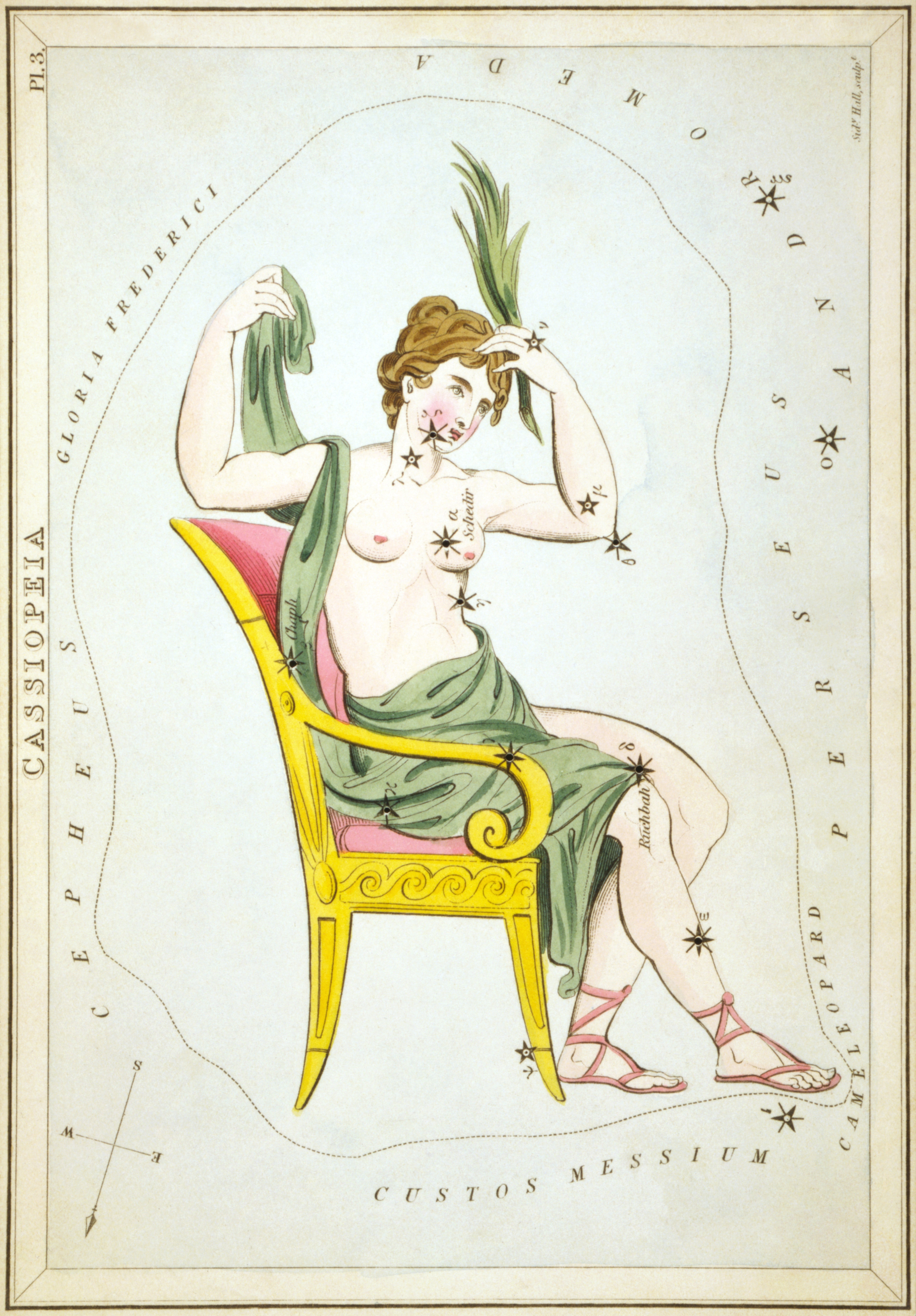
3: カシオペヤ座
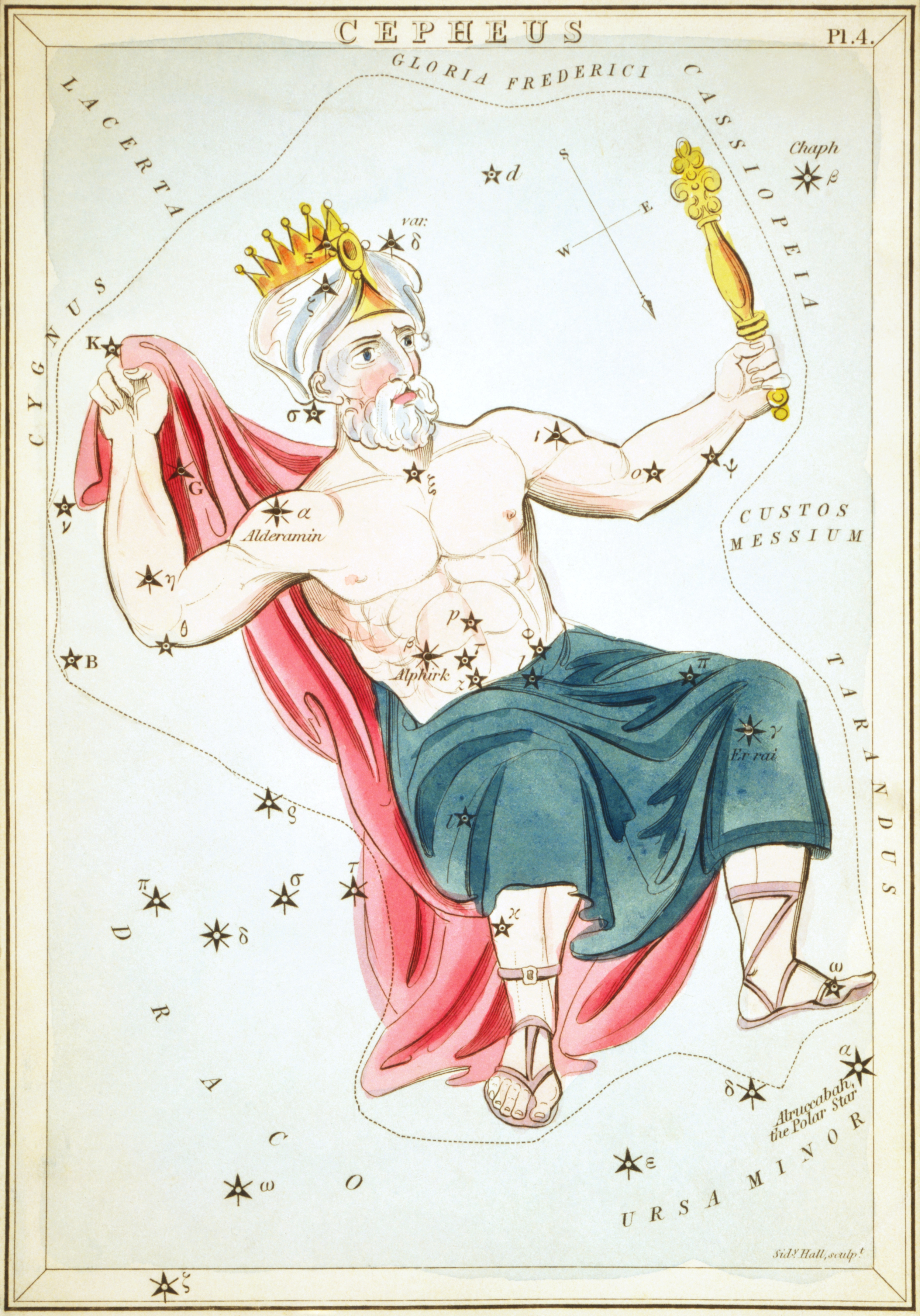
4: ケフェウス座
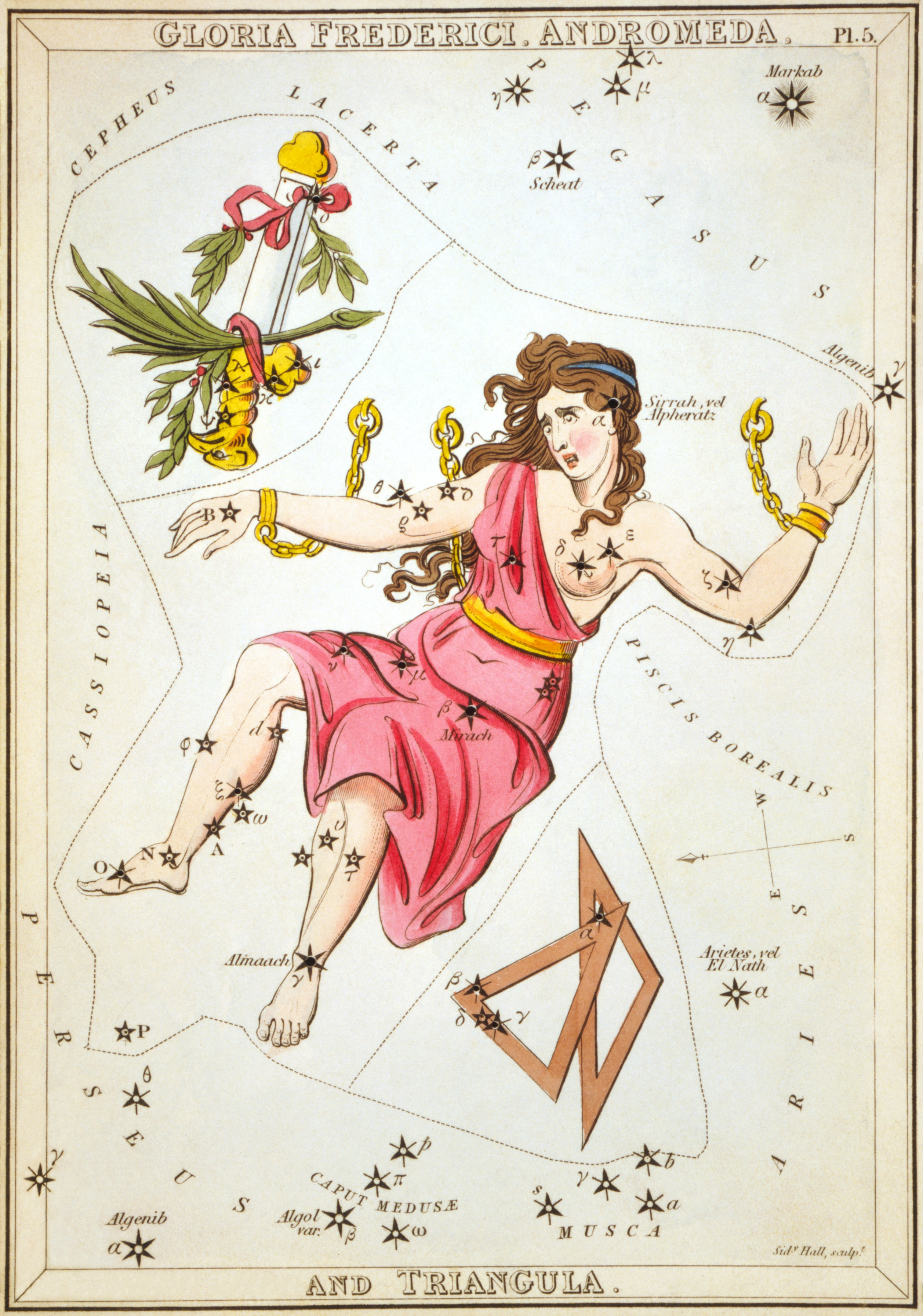
5: フリードリヒのえいよ座、アンドロメダ座、さんかく座
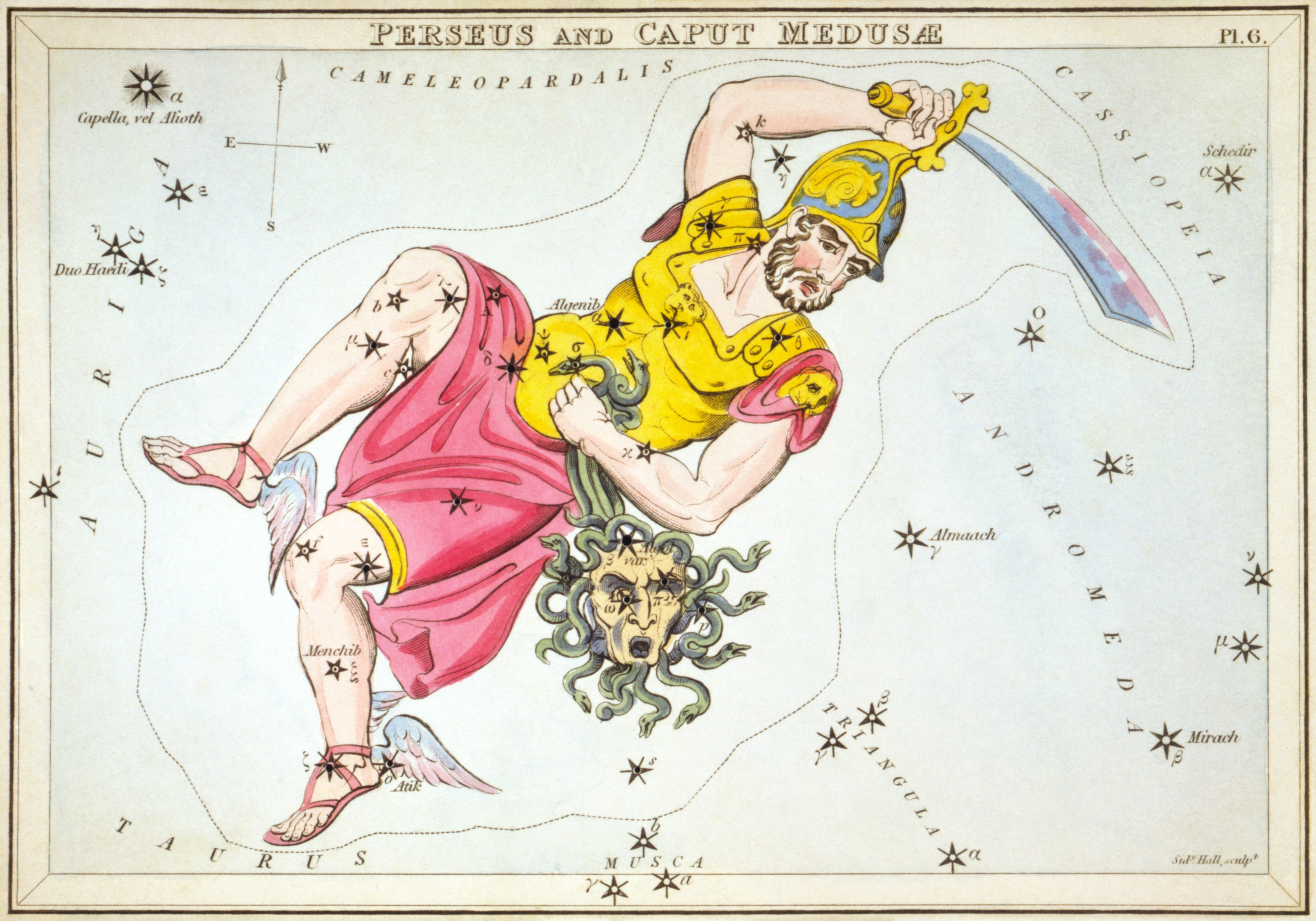
6: ペルセウス座とメドゥーサの首
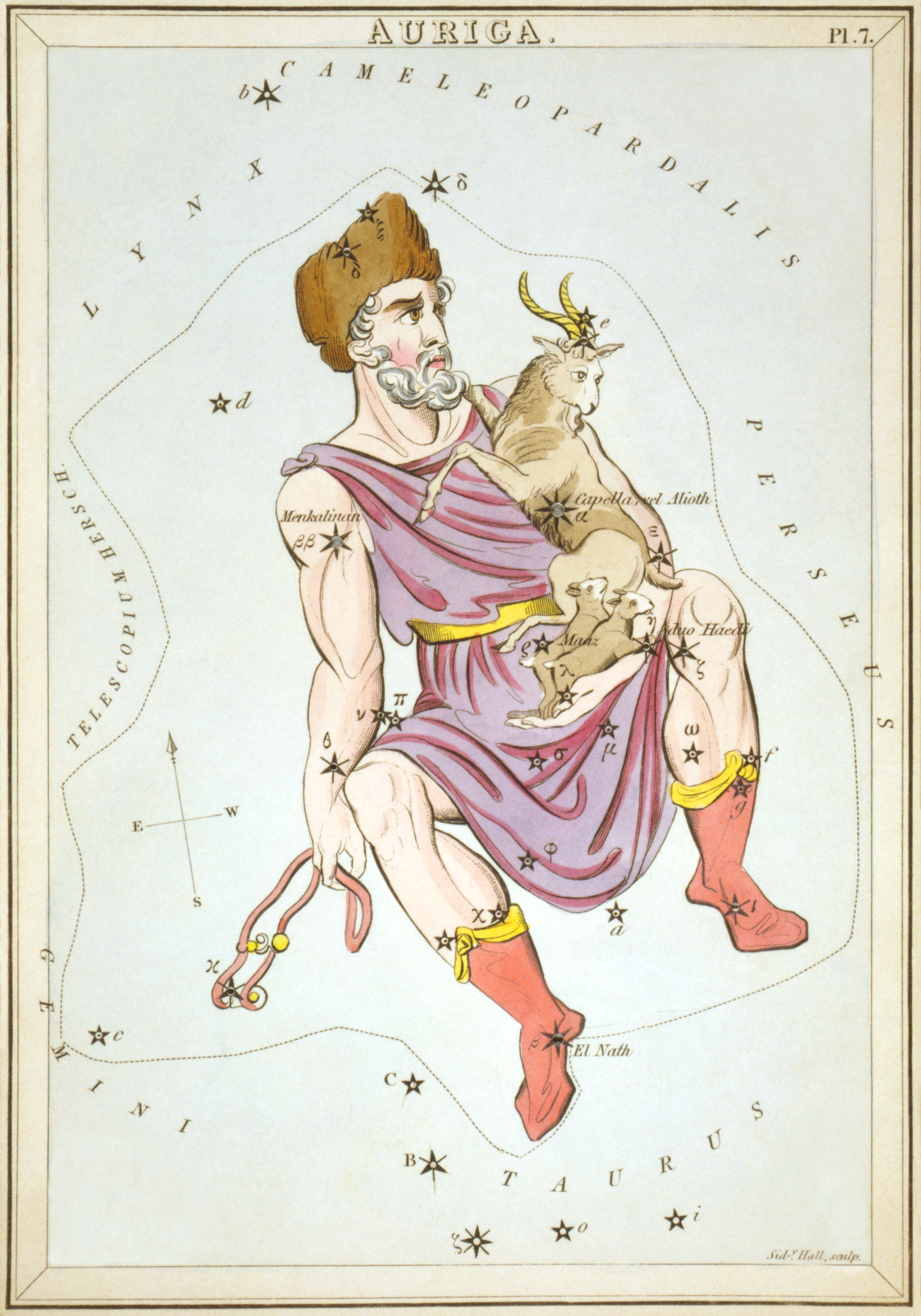
7: ぎょしゃ座
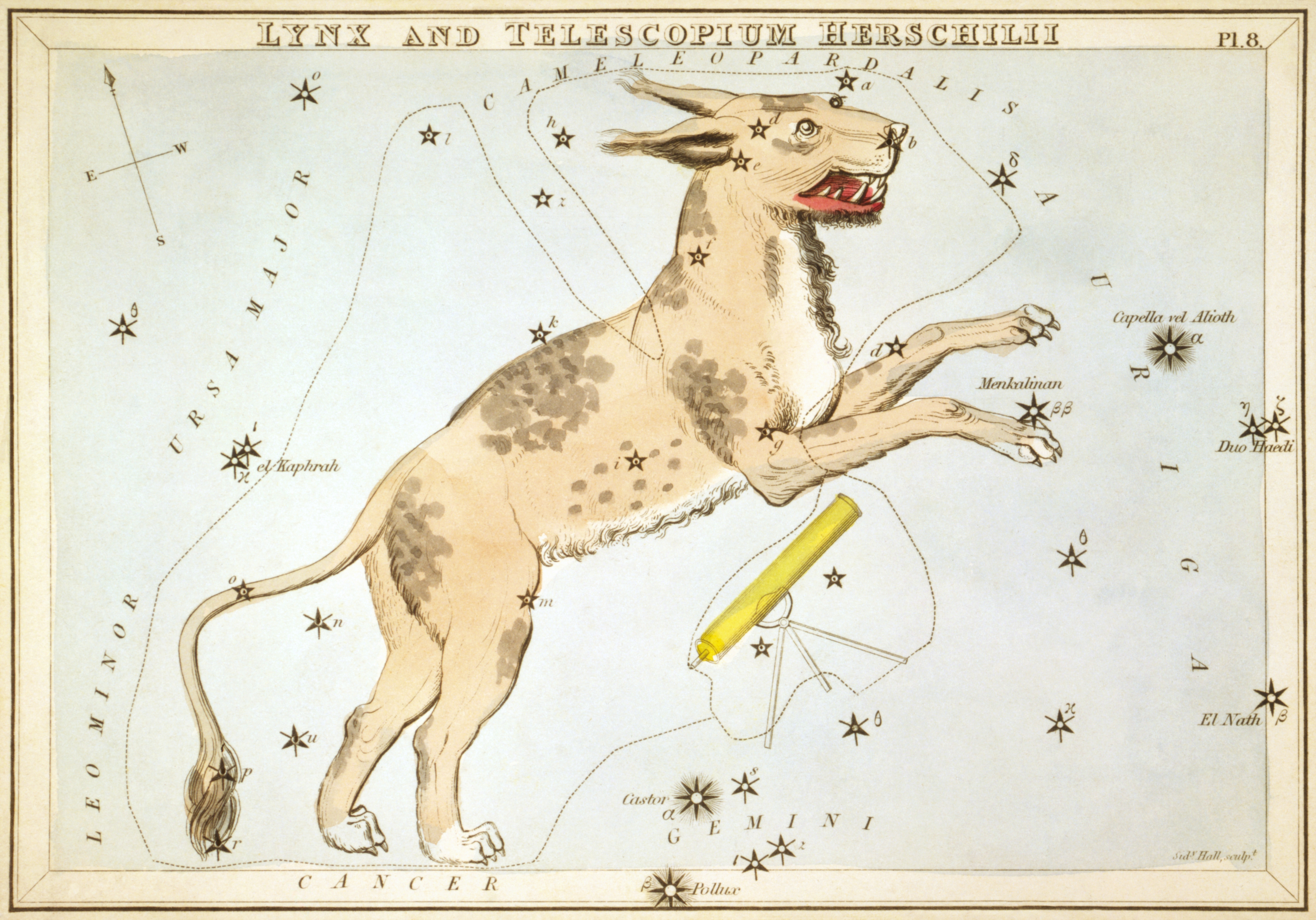
8: やまねこ座とハーシェルのぼうえんきょう座
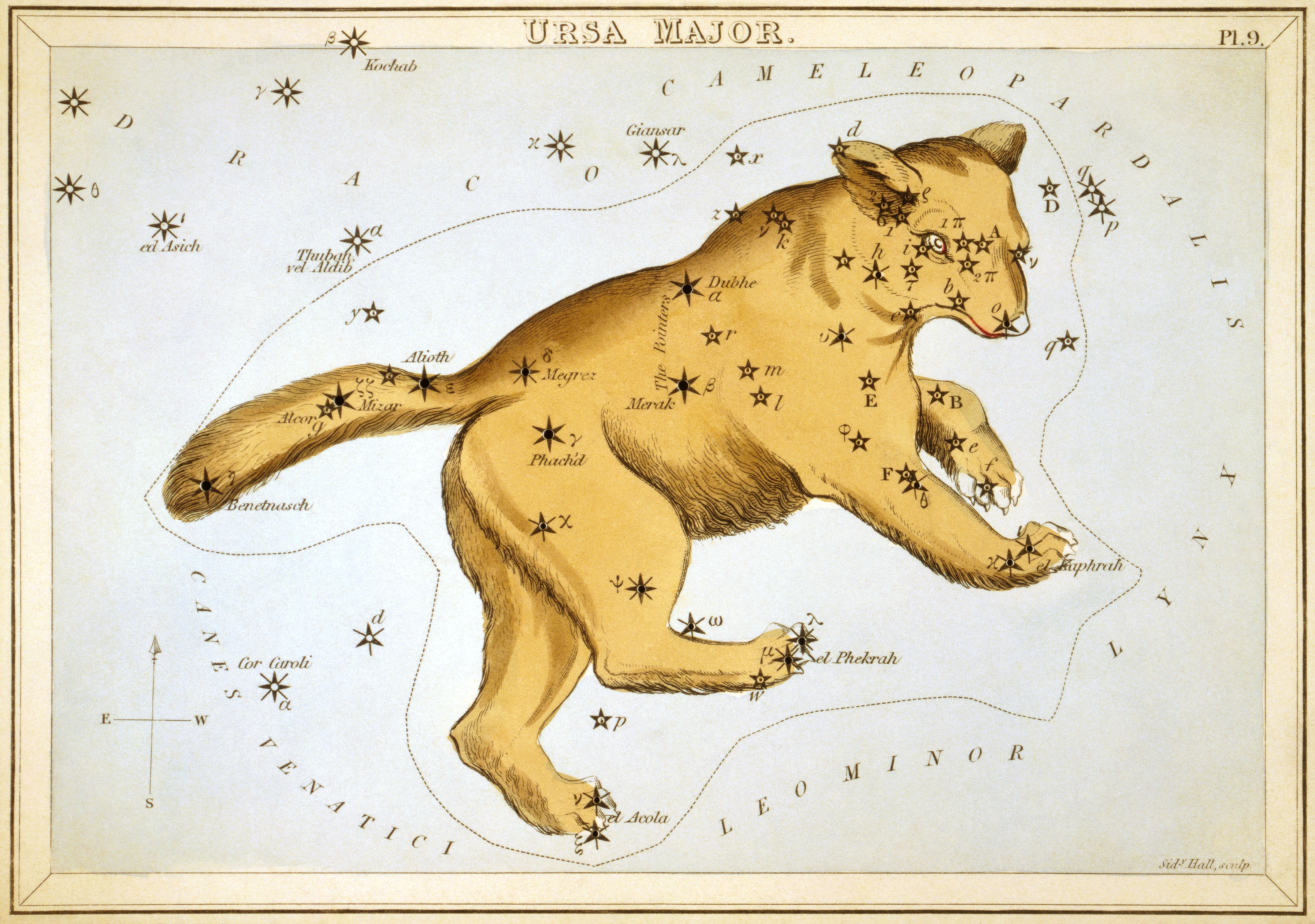
9: おおぐま座
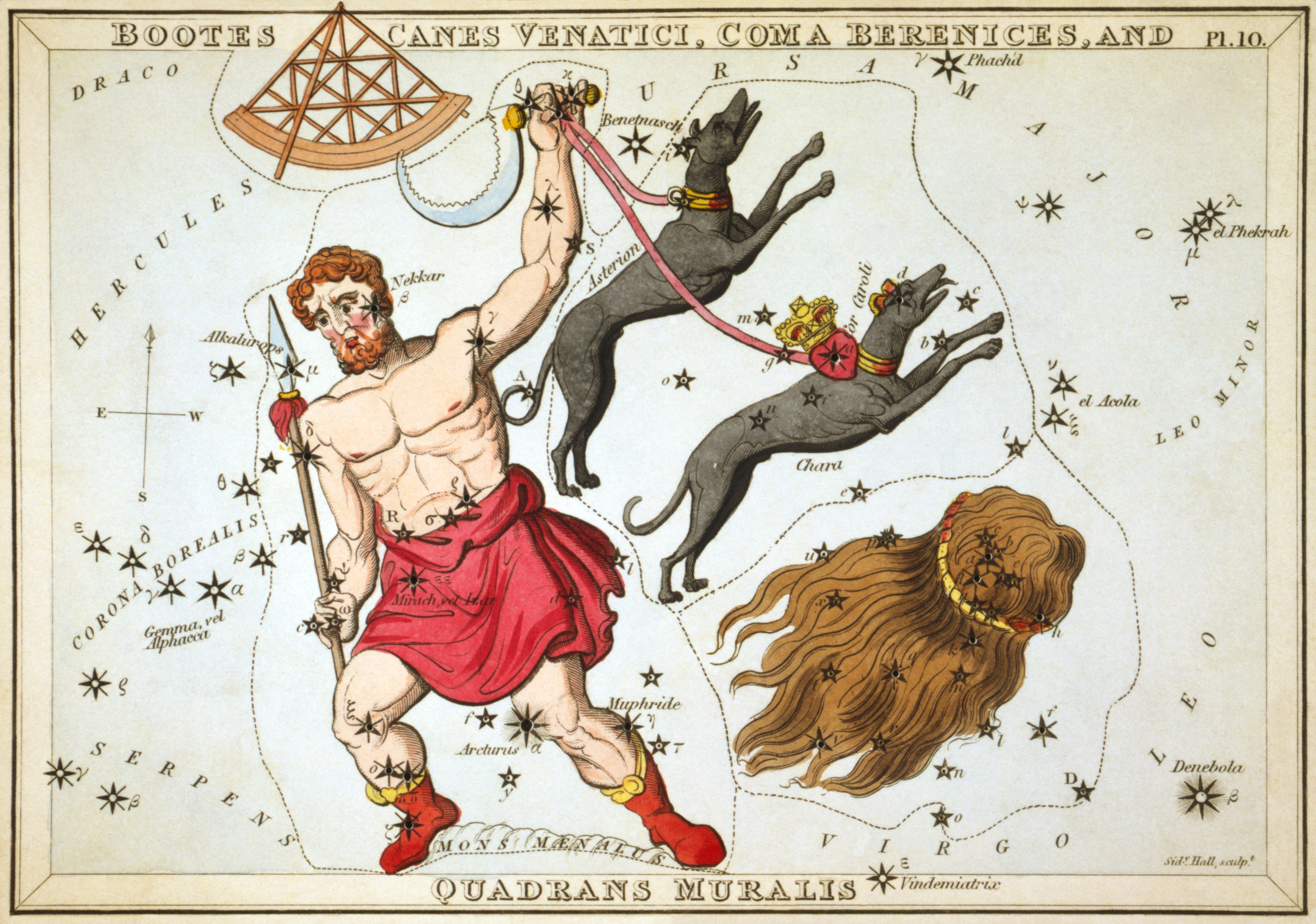
10: うしかい座、りょうけん座、かみのけ座、しぶんぎ座
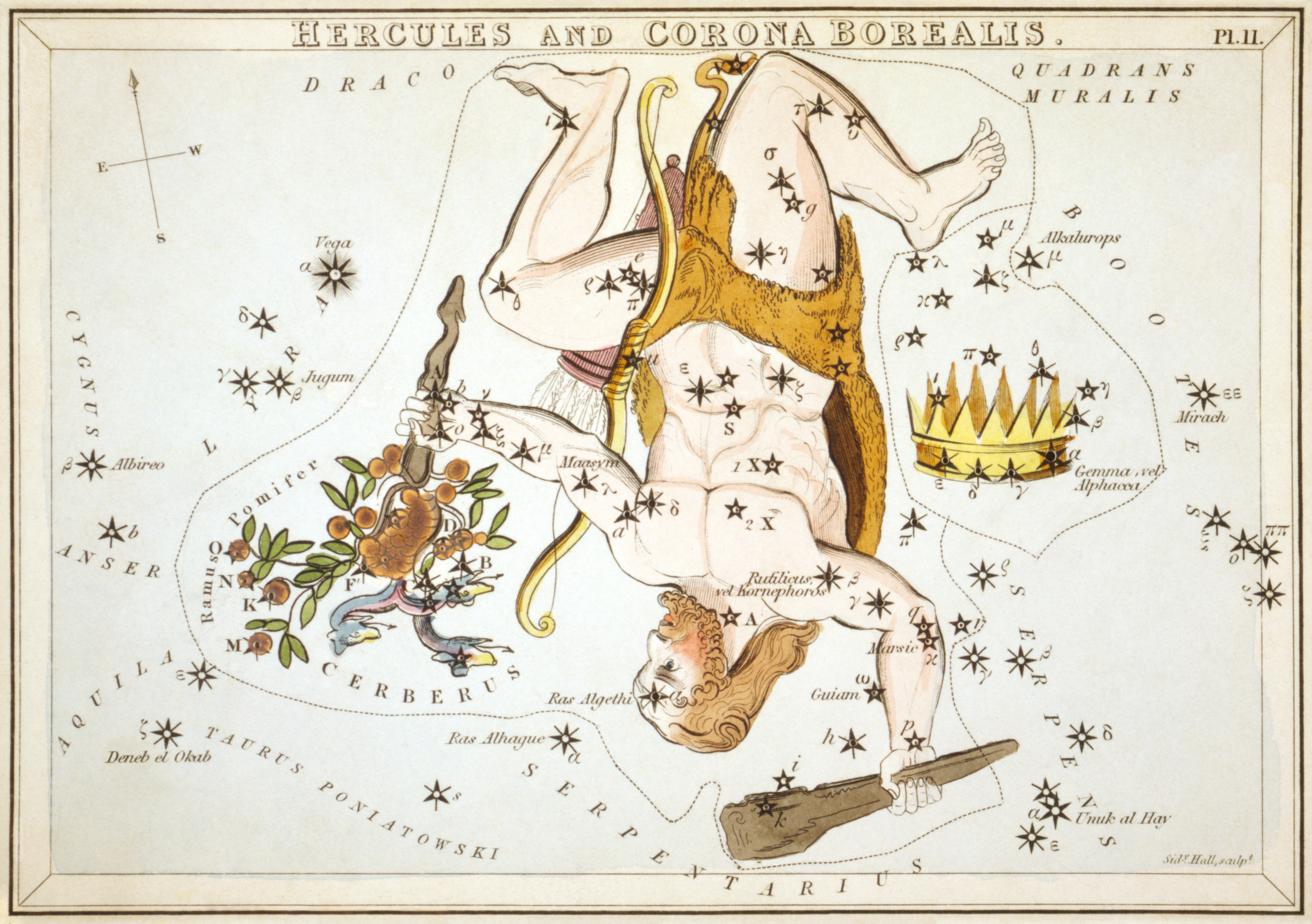
11: ヘルクレス座とかんむり座
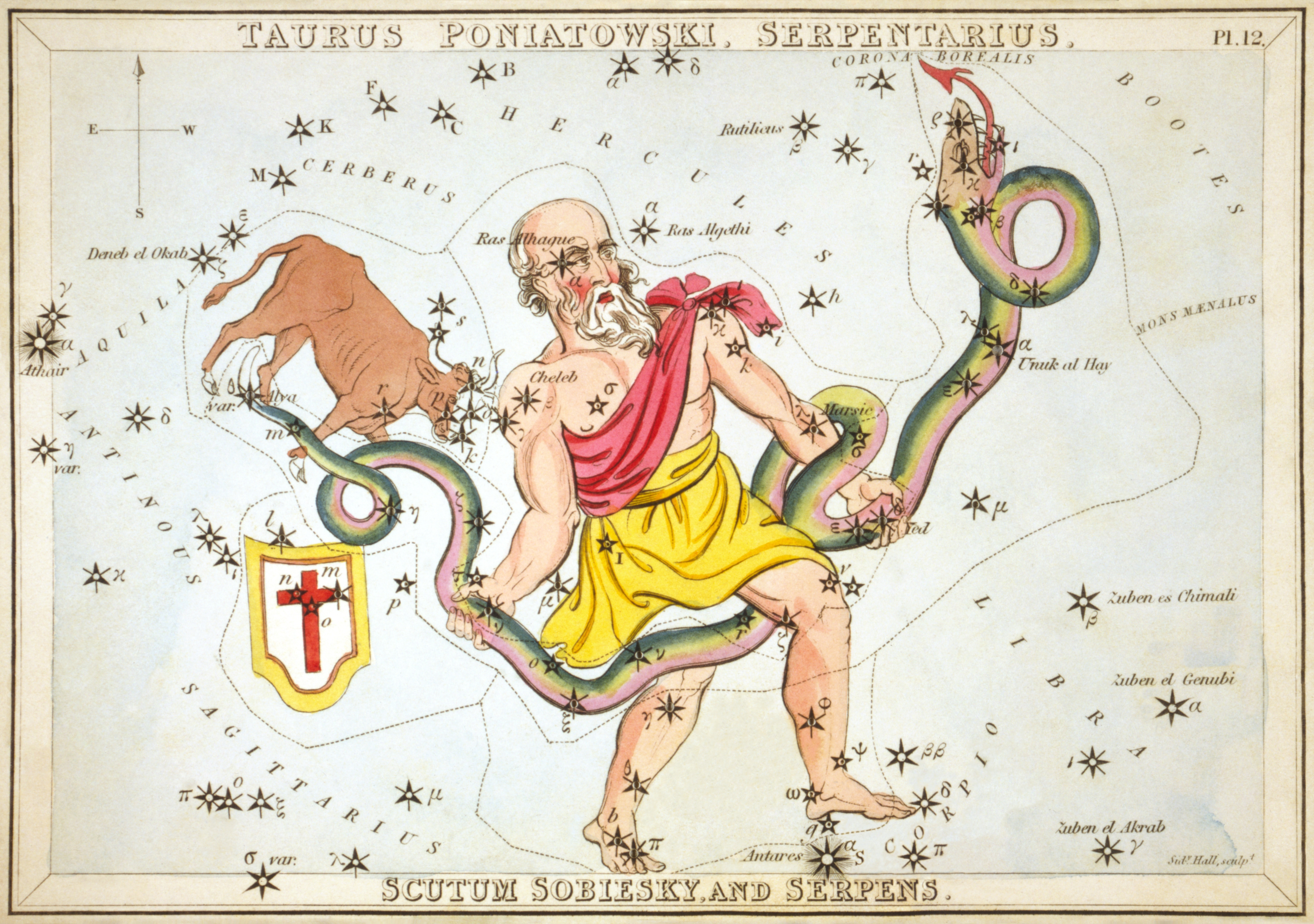
12: ポニアトフスキーのおうし座、へびつかい座、たて座、へび座
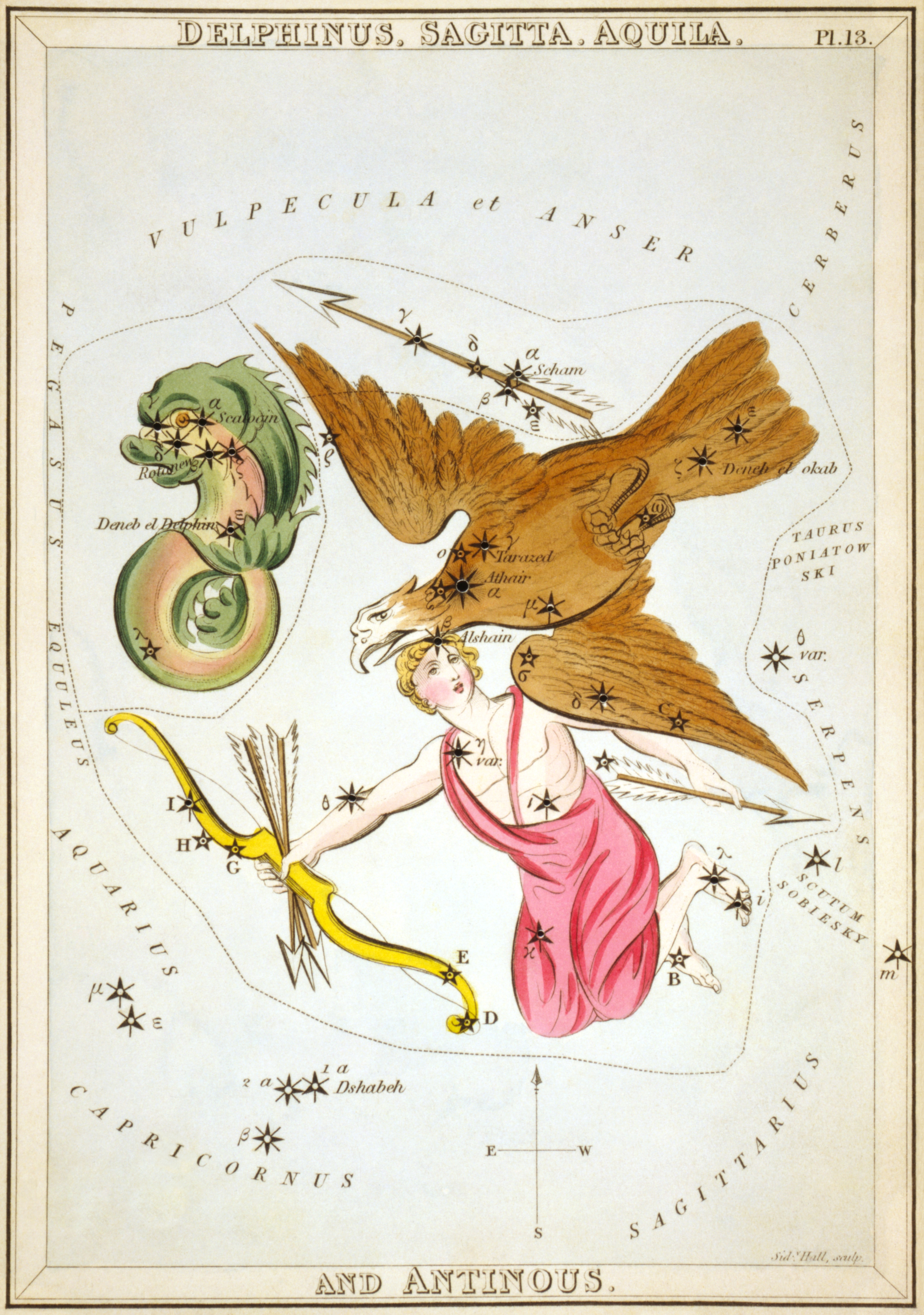
13: いるか座、や座、わし座、アンティノウス座
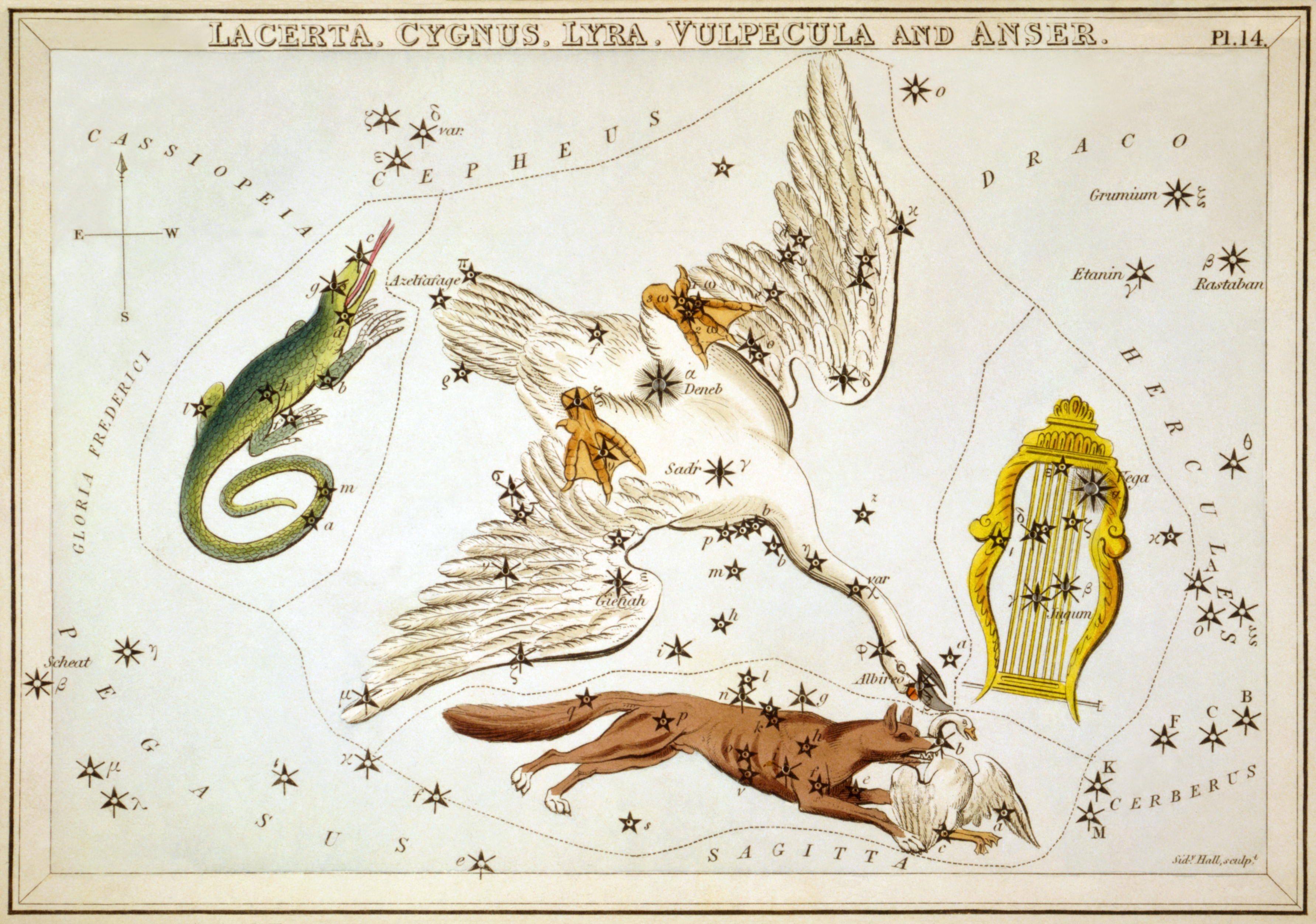
14: とかげ座、はくちょう座、こと座、こぎつね座
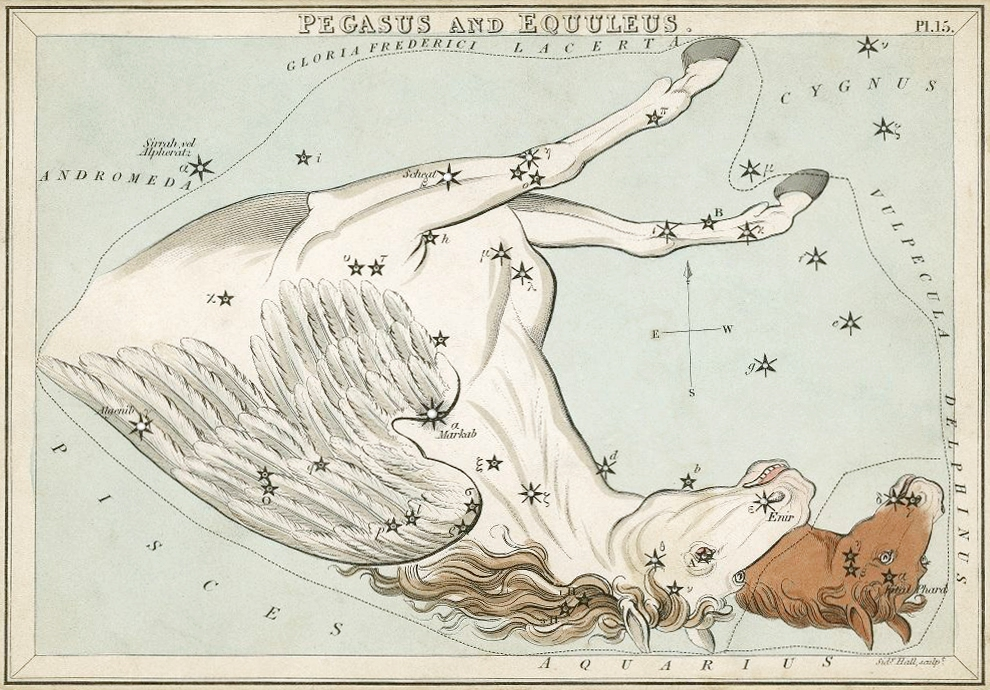
15: ペガスス座、こうま座
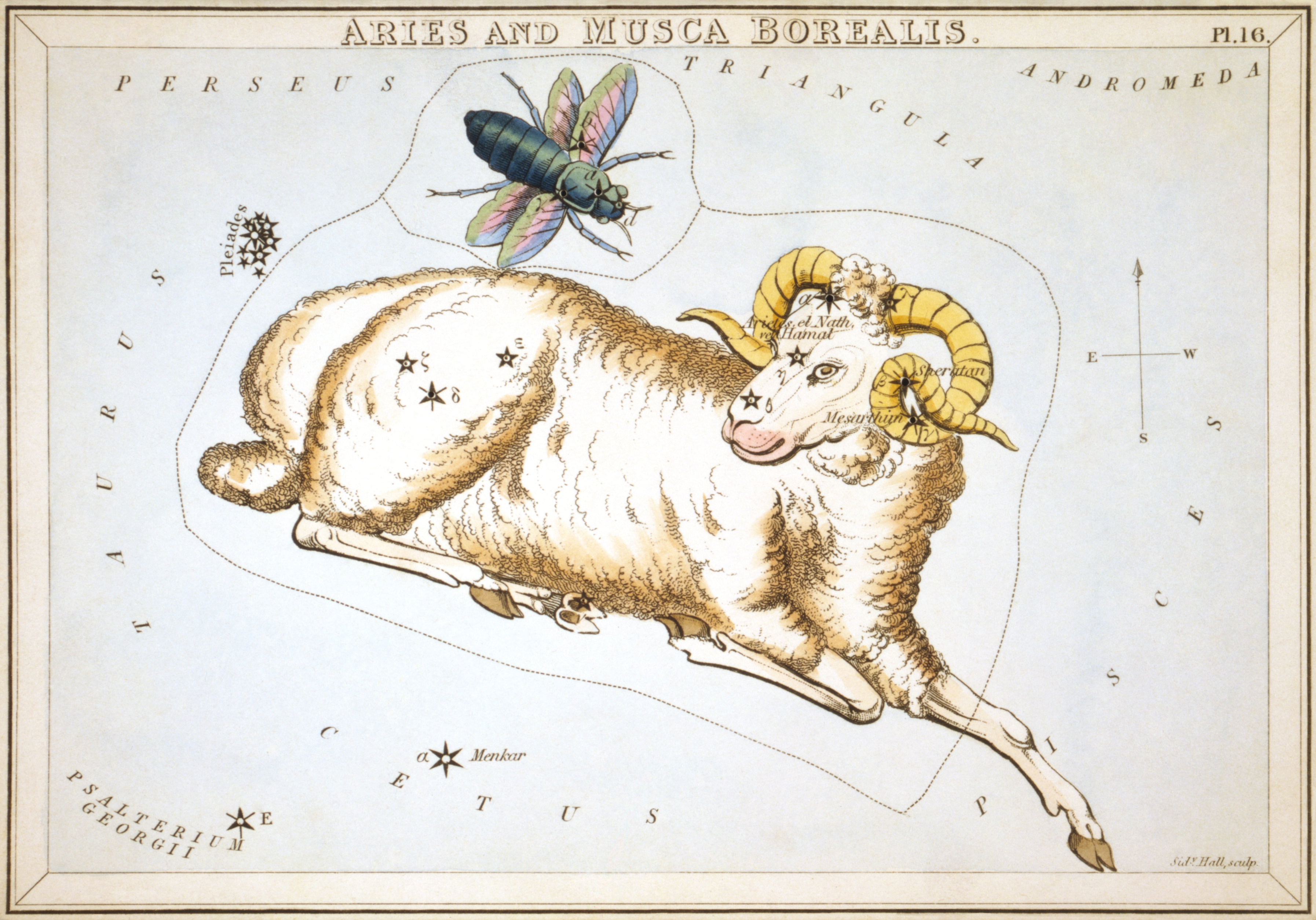
16: おひつじ座、きたばえ座
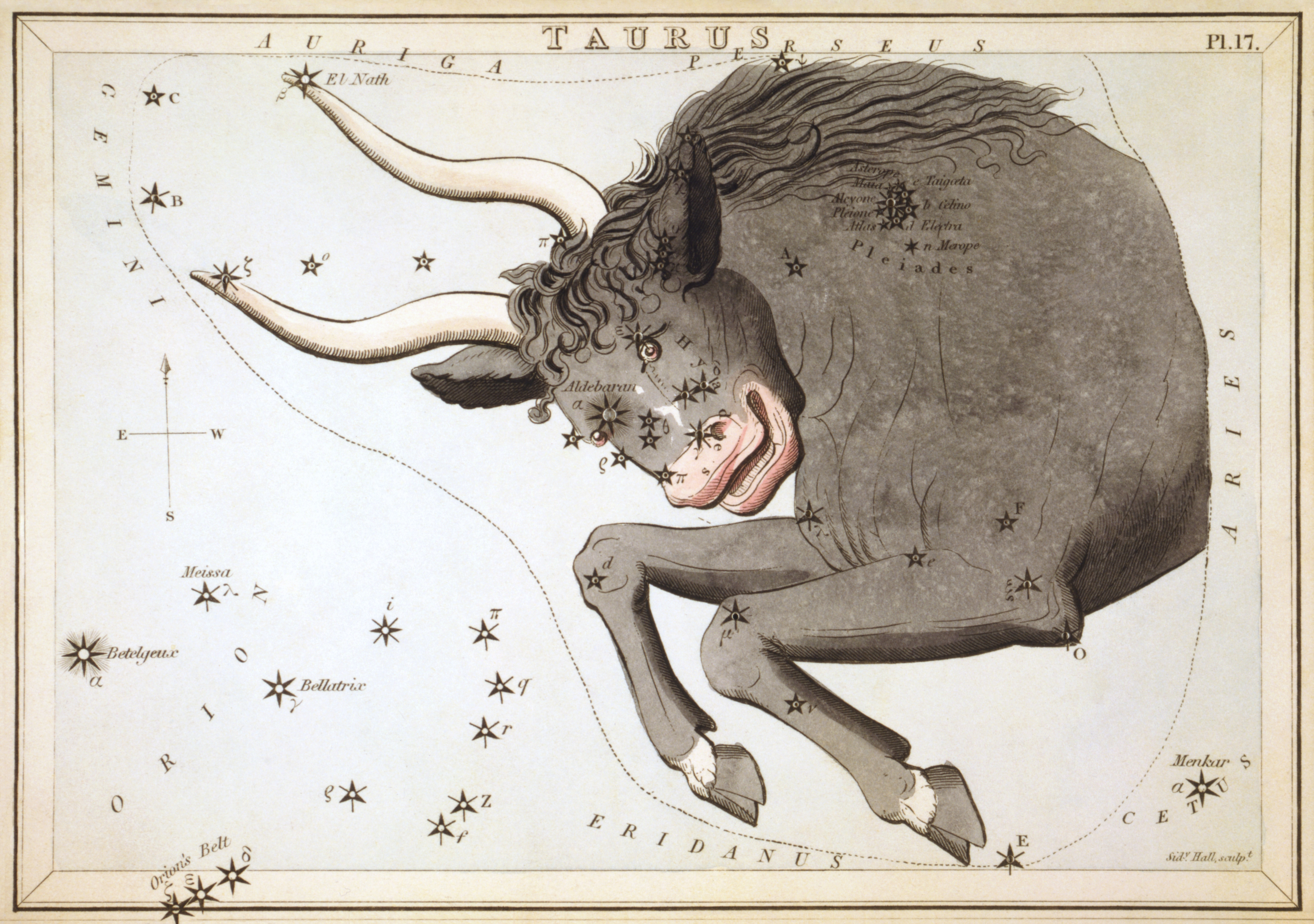
17: おうし座
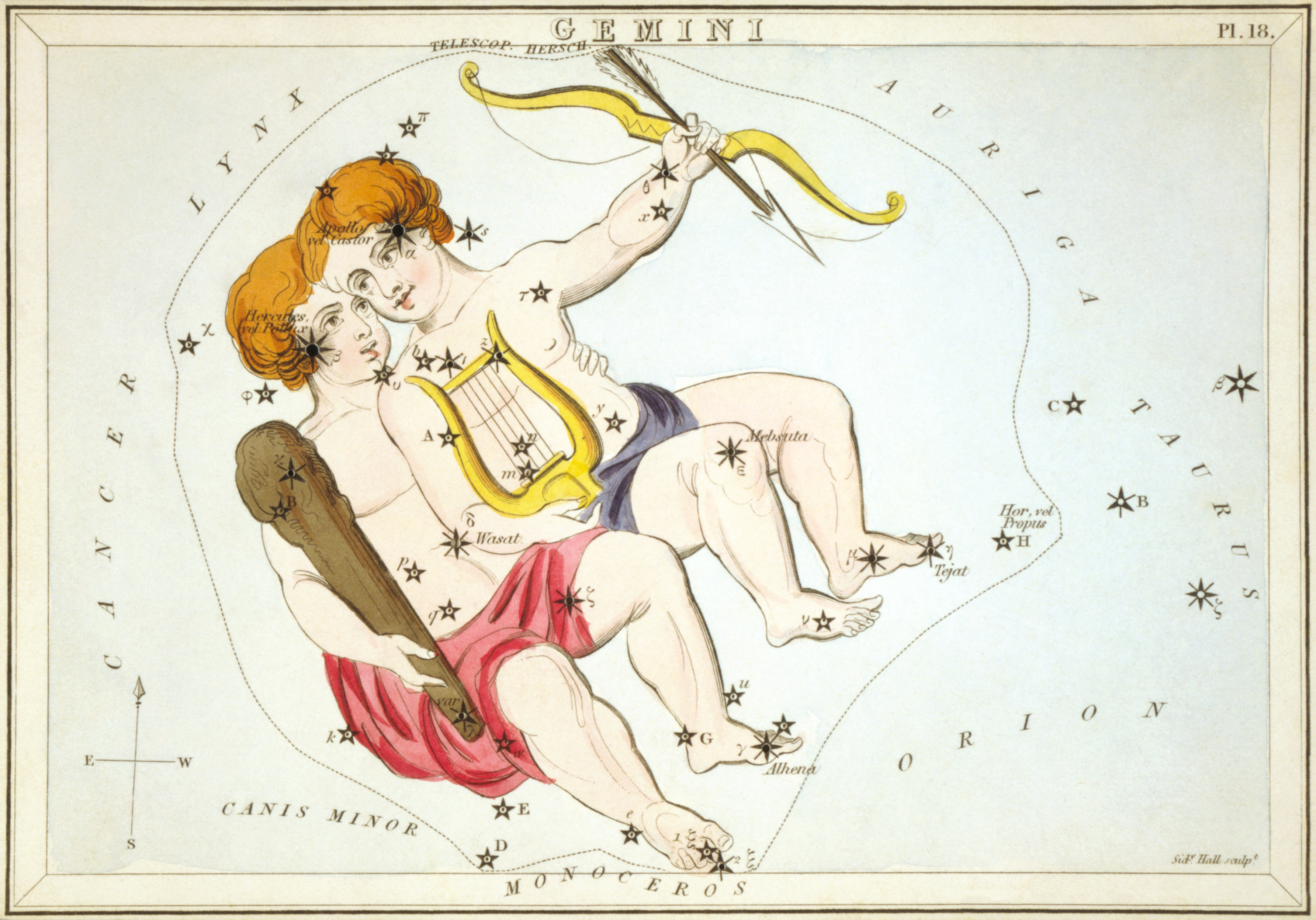
18: ふたご座
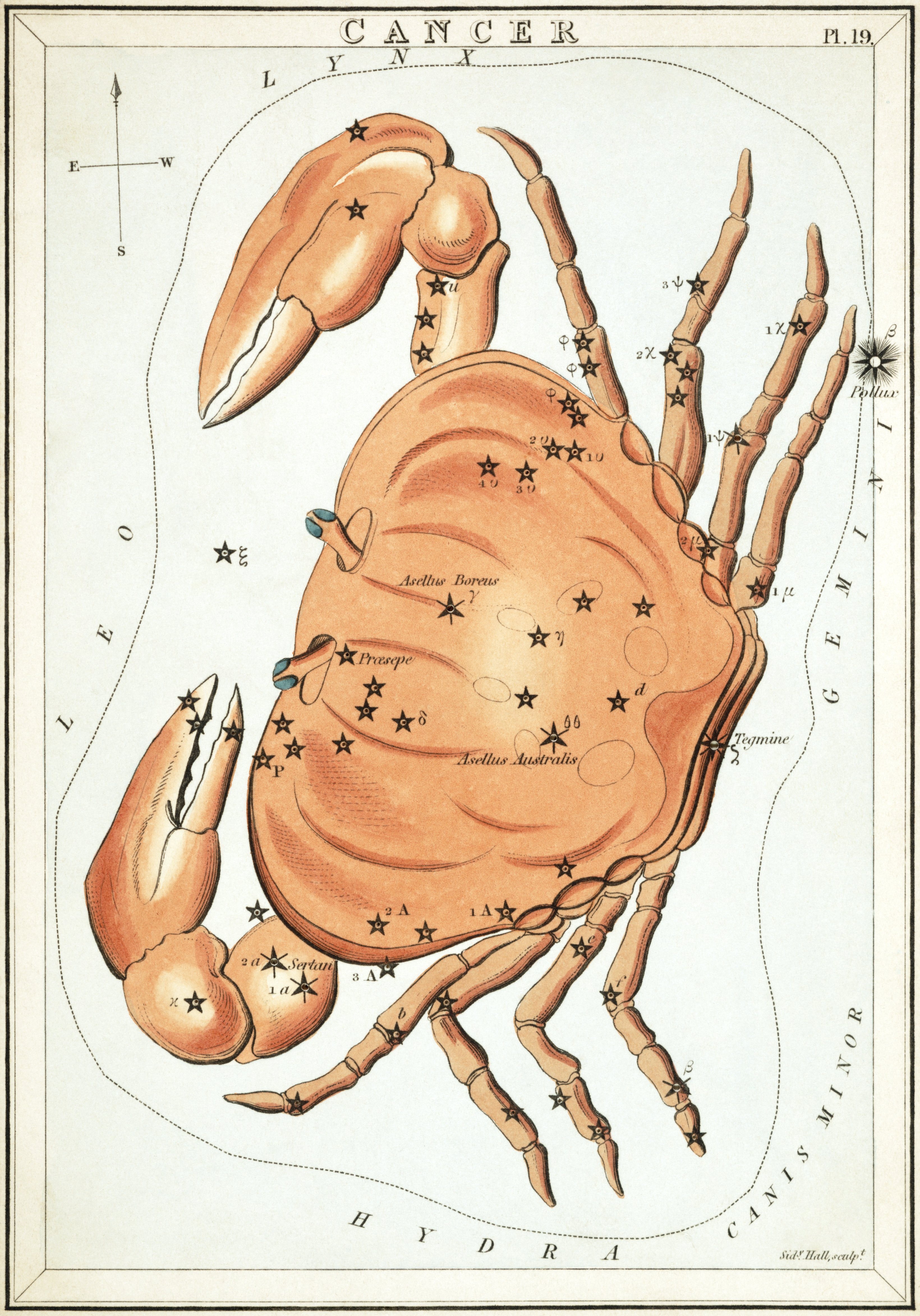
19: かに座
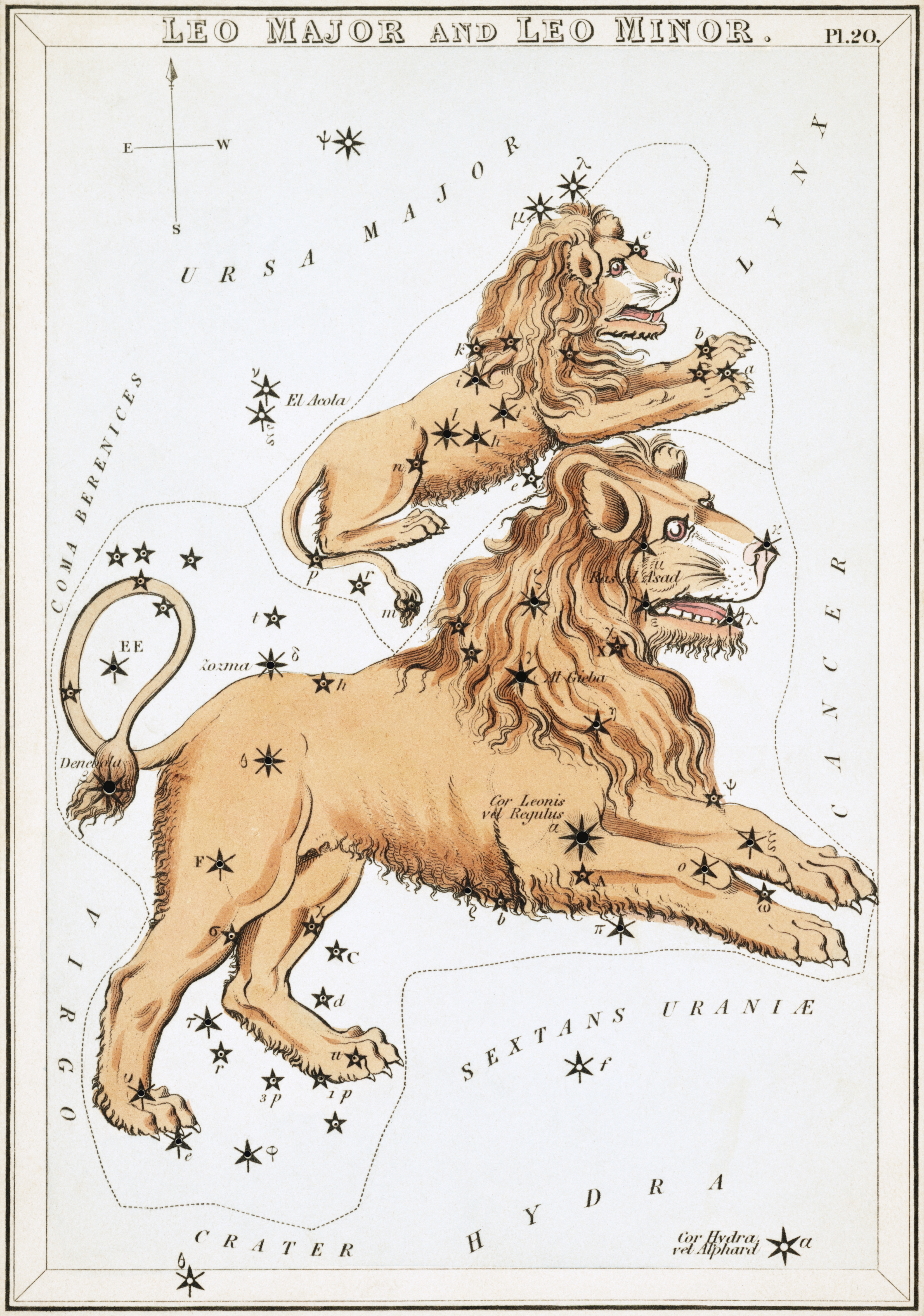
20: しし座とこじし座
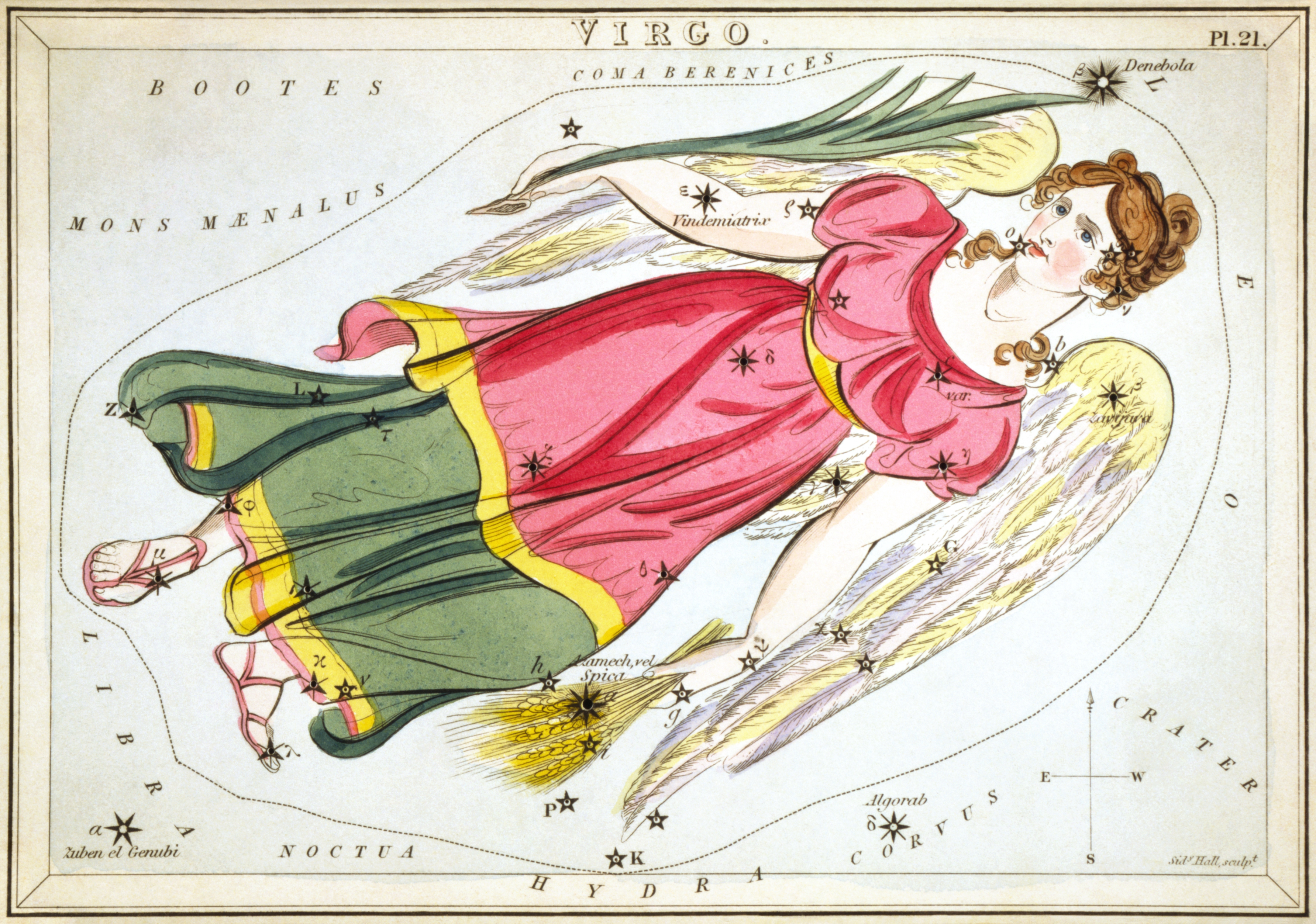
21: おとめ座
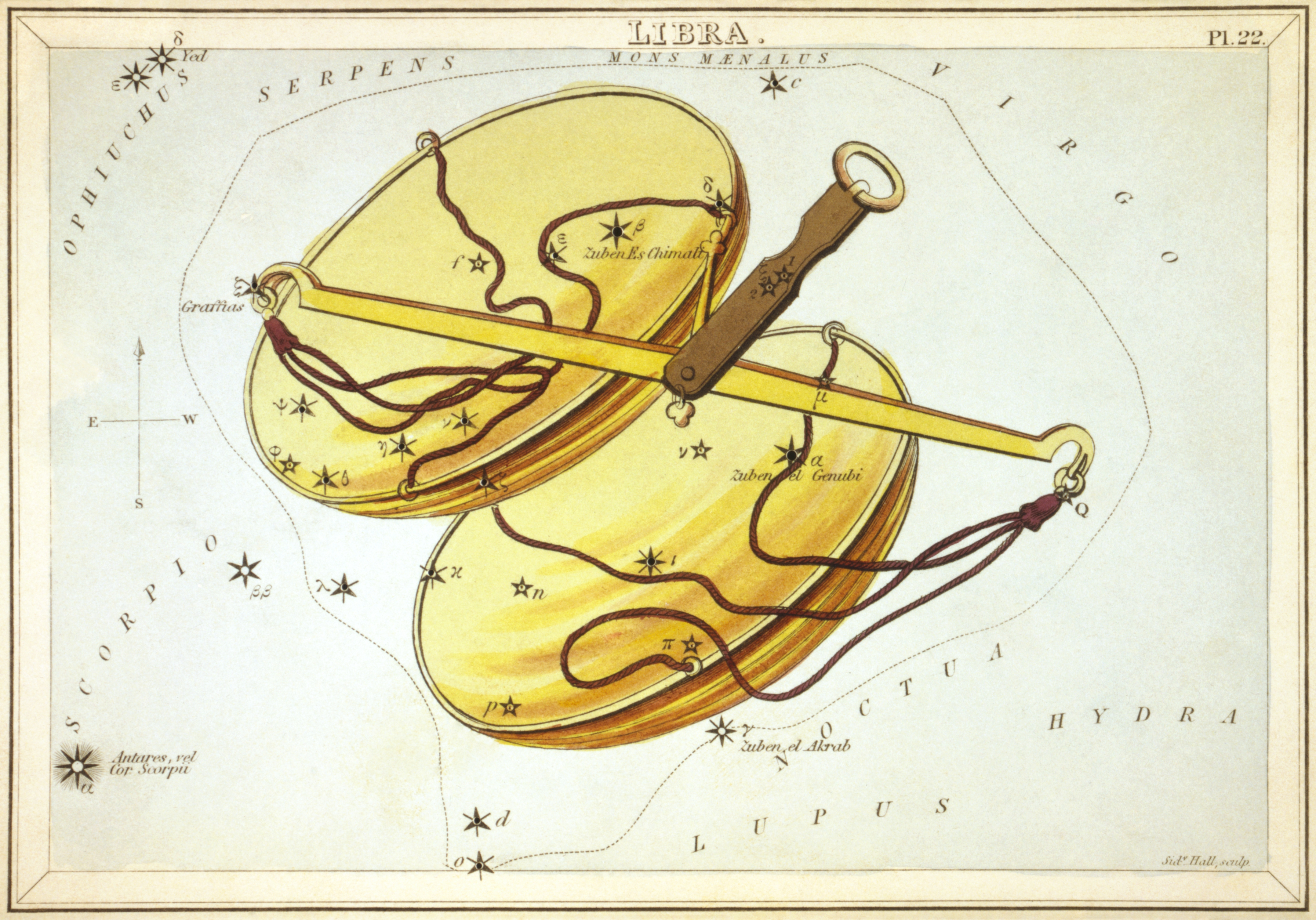
22: てんびん座
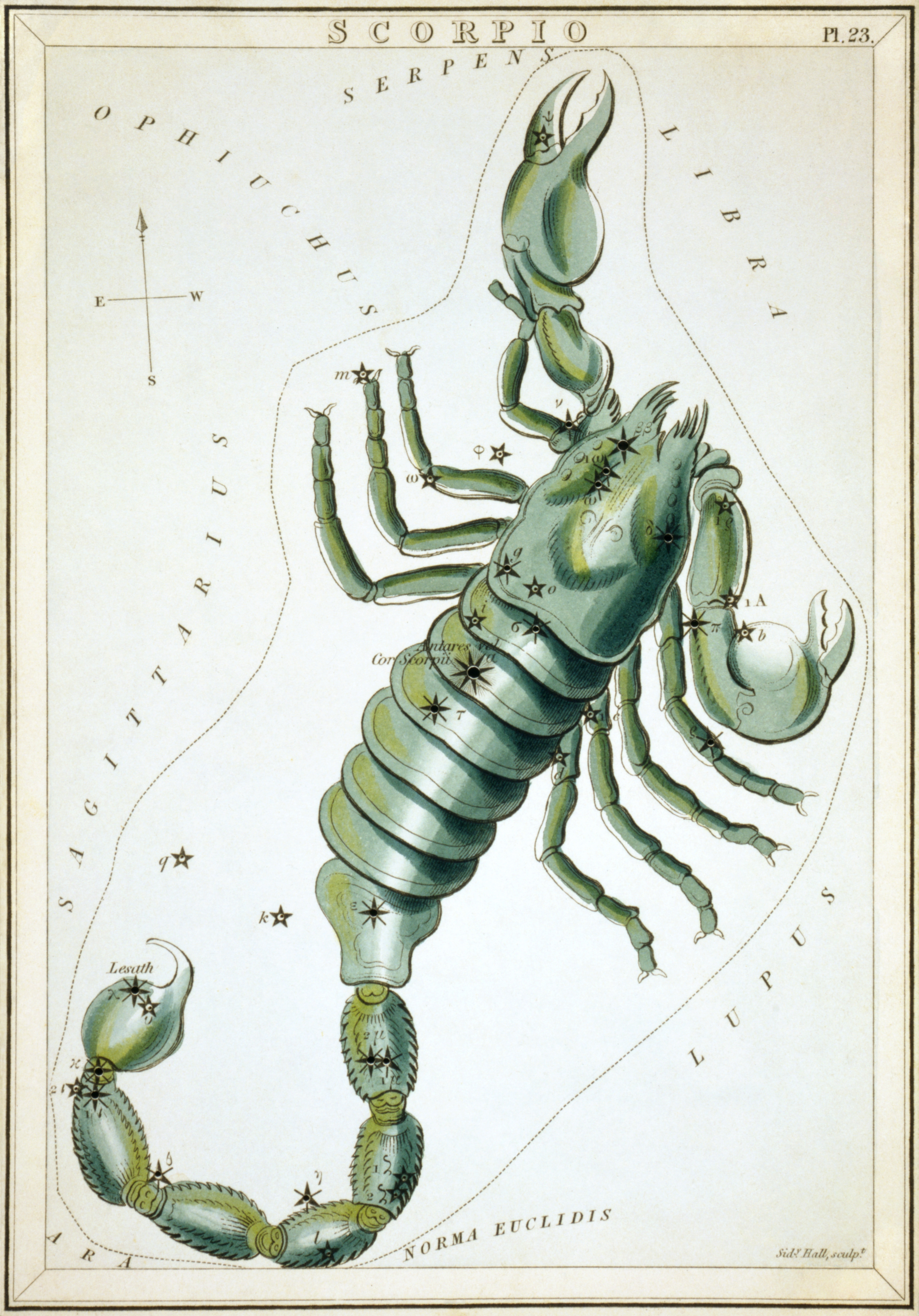
23: さそり座
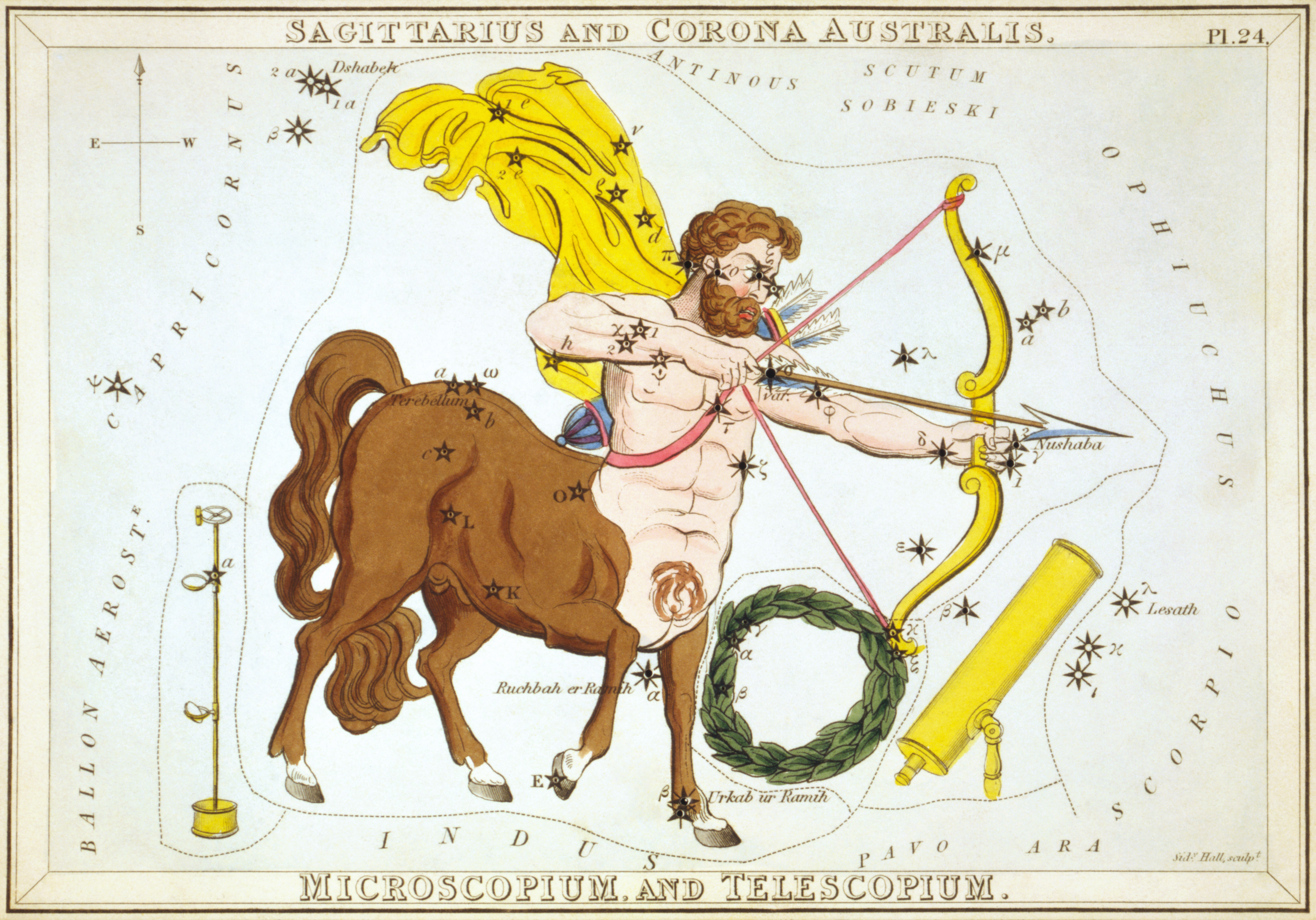
24: いて座、みなみのかんむり座、けんびきょう座、ぼうえんきょう座
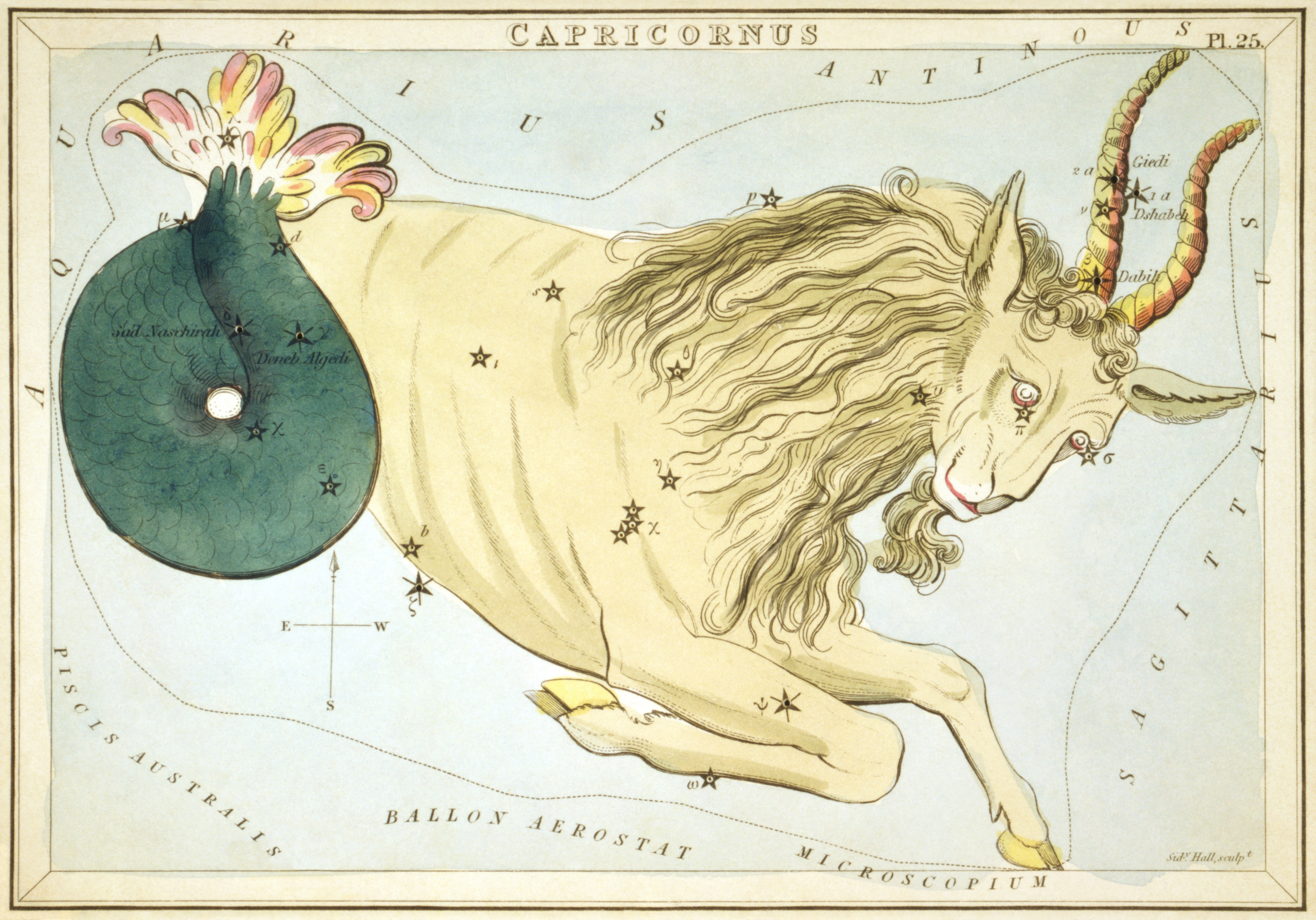
25: やぎ座
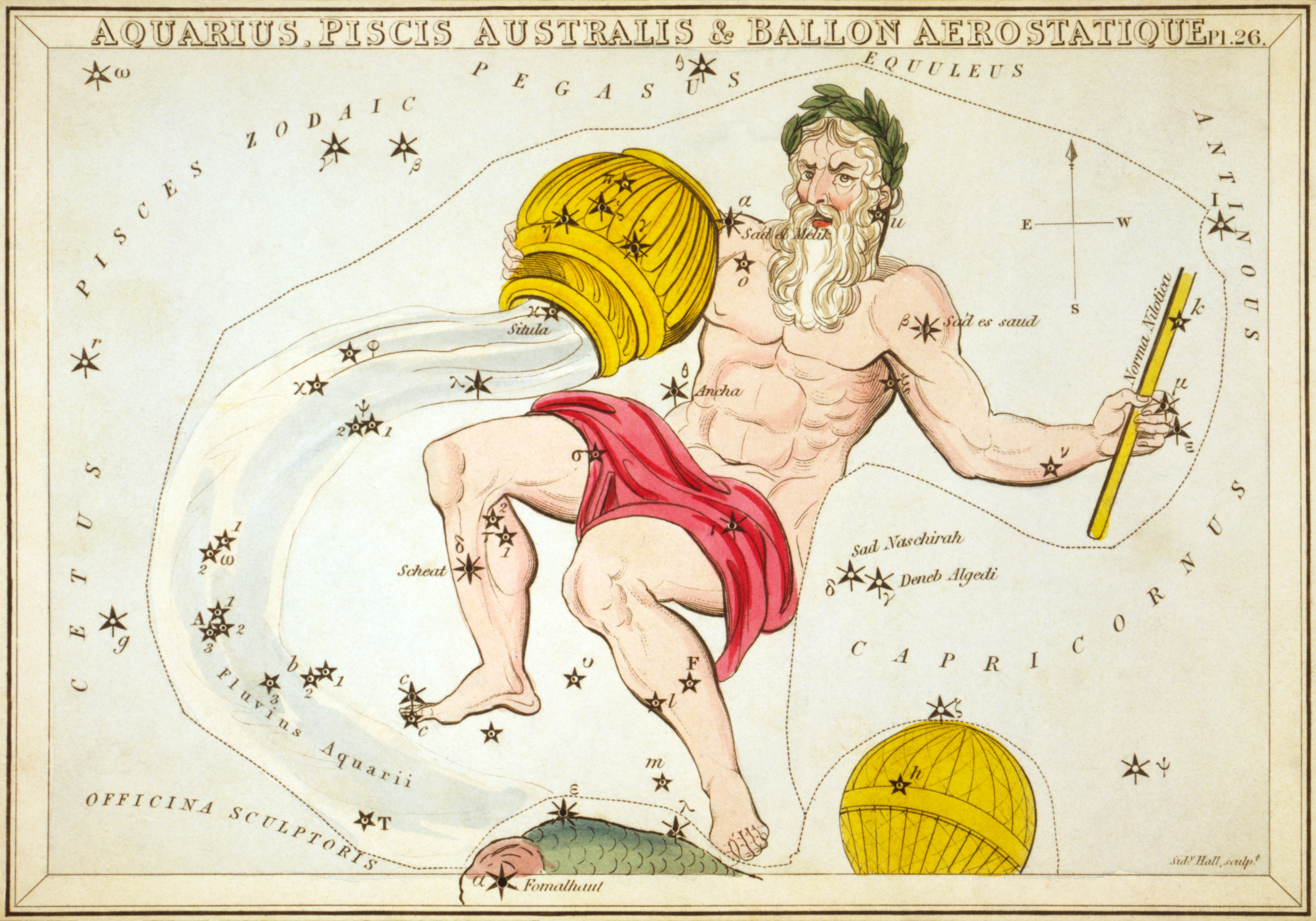
26: みずがめ座、みなみのうお座、けいききゅう座
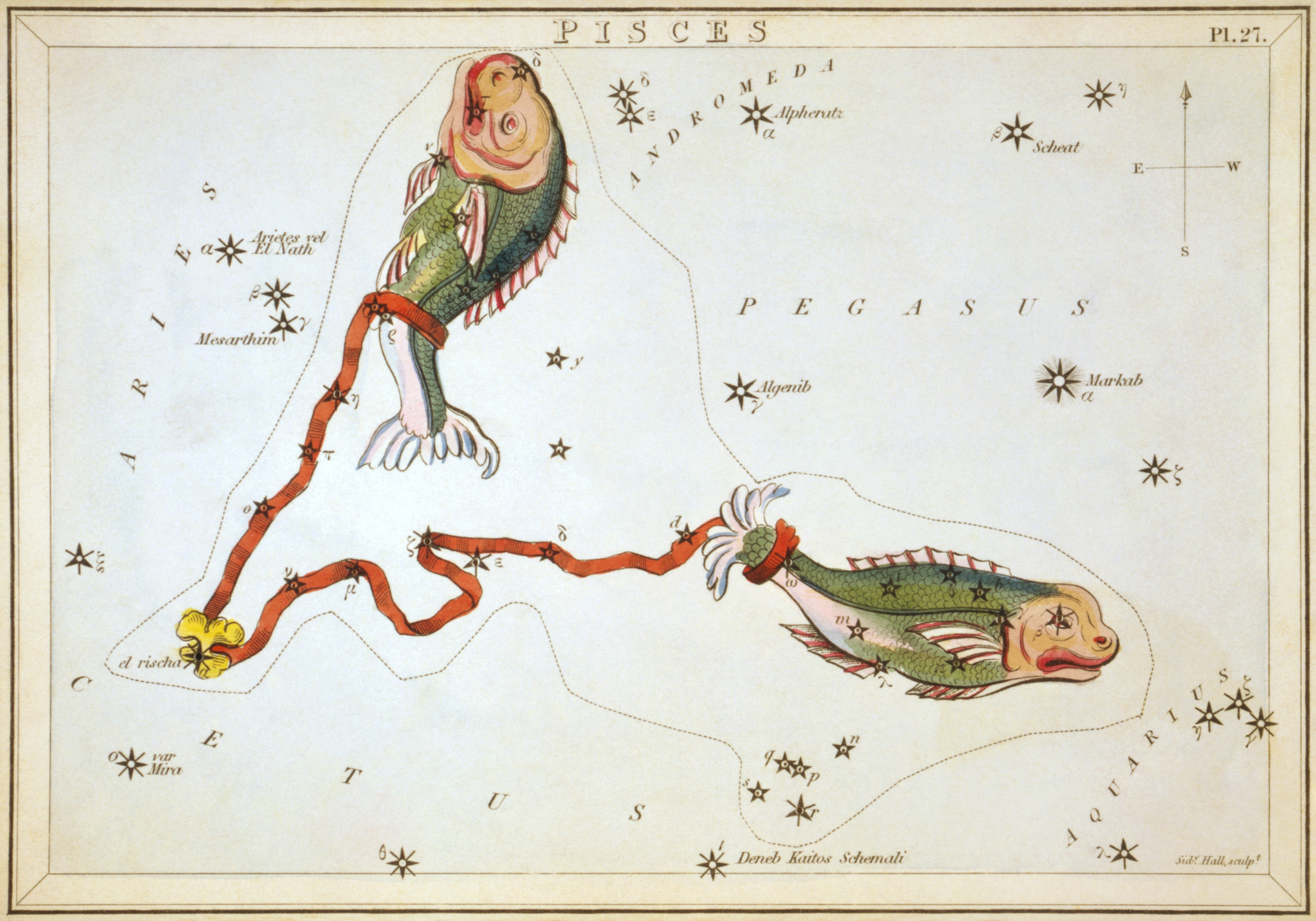
27: うお座
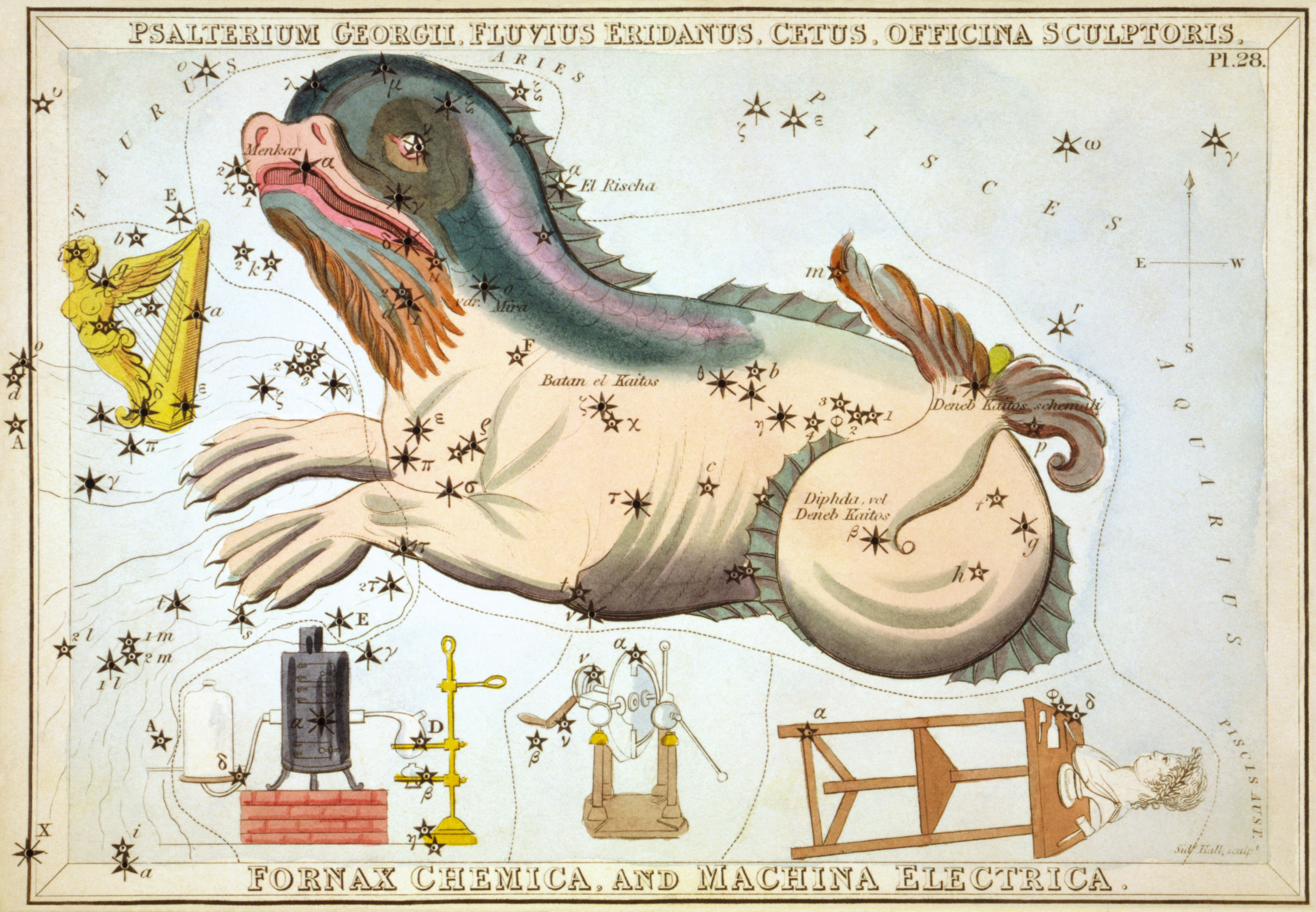
28: ジョージのこと座、エリダヌス座、くじら座、ちょうこくしつ座、ろ座、でんききかい座
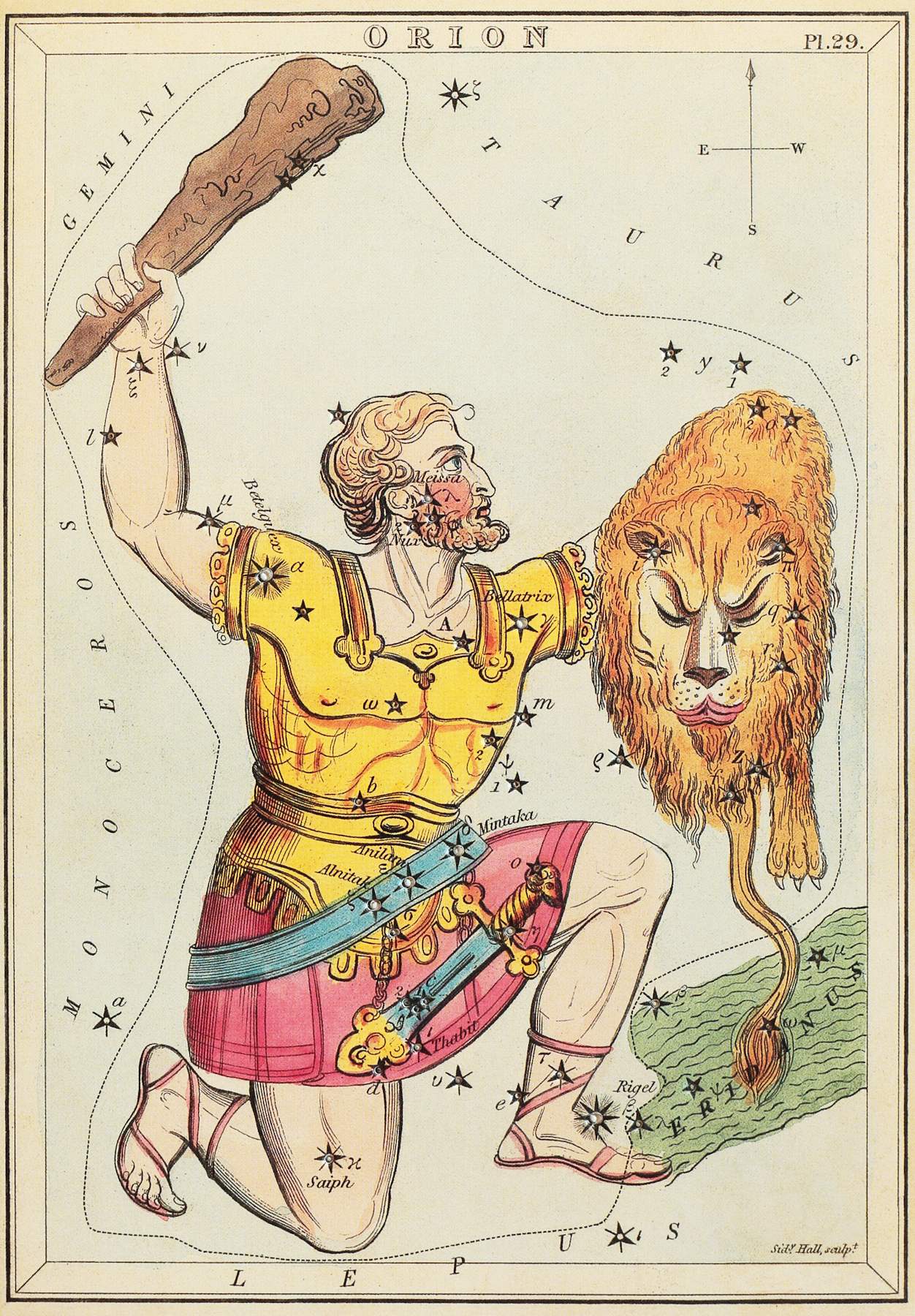
29: オリオン座
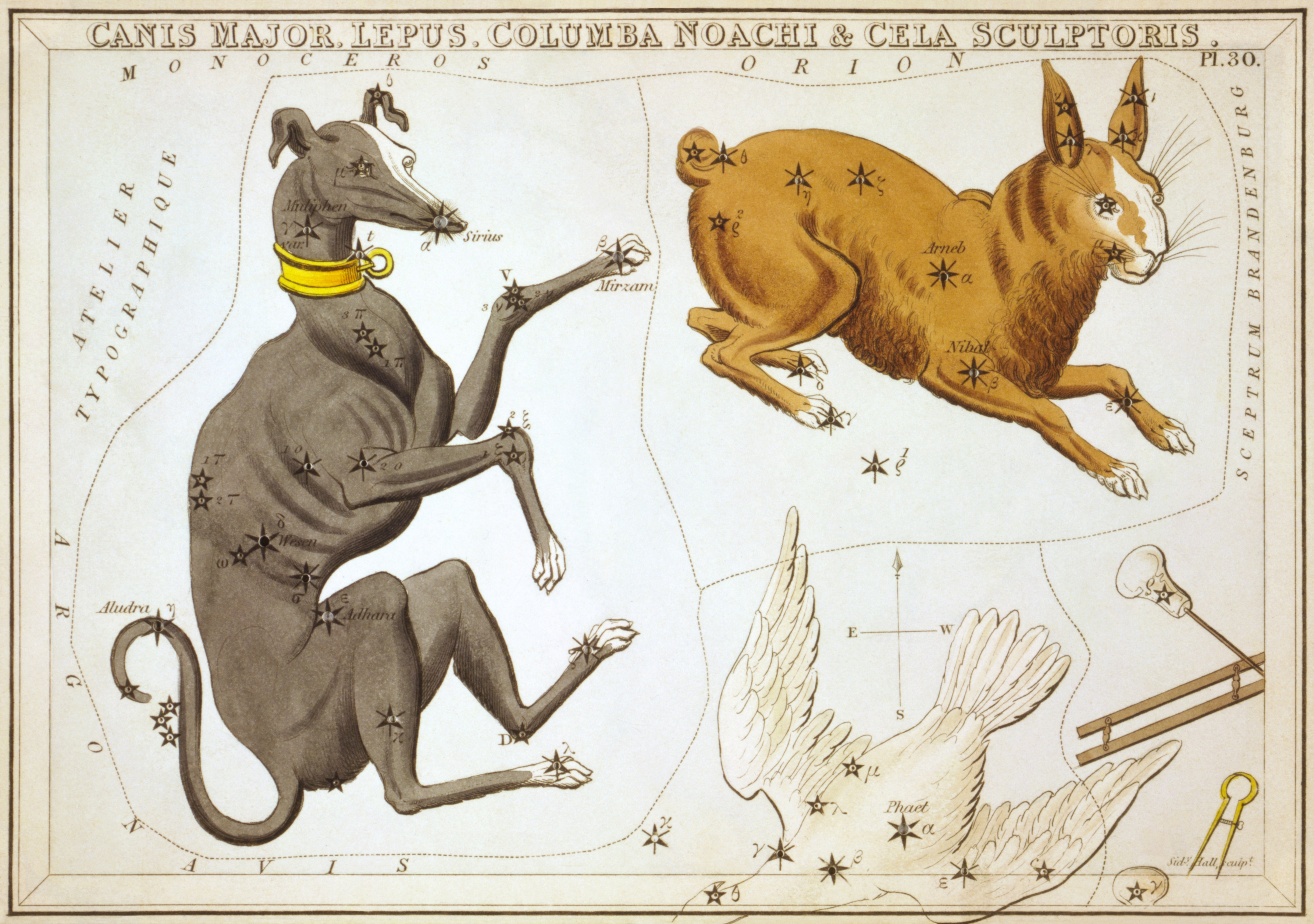
30: おおいぬ座、うさぎ座、はと座、ちょうこくぐ座
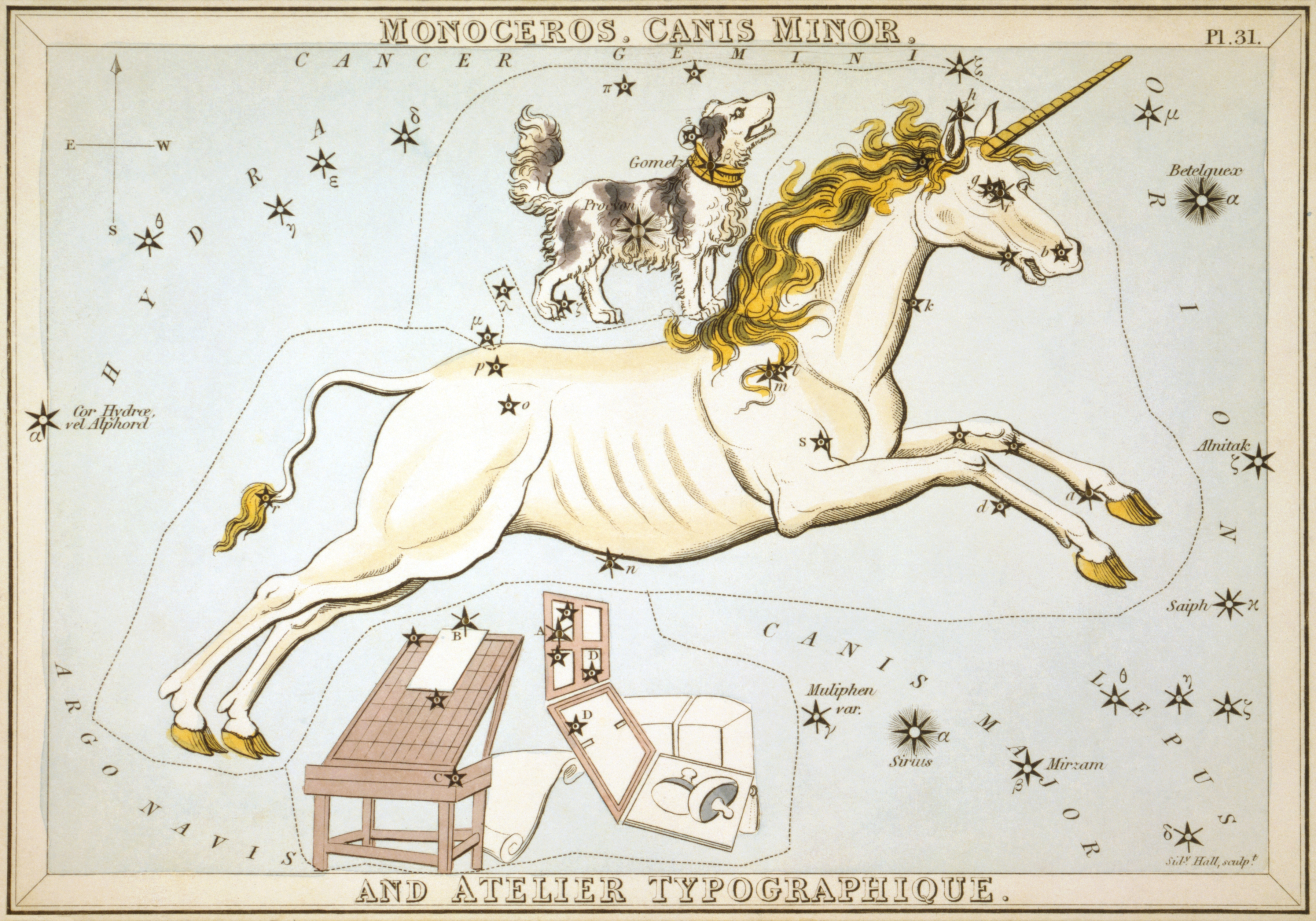
31: いっかくじゅう座、こいぬ座、いんさつしつ座
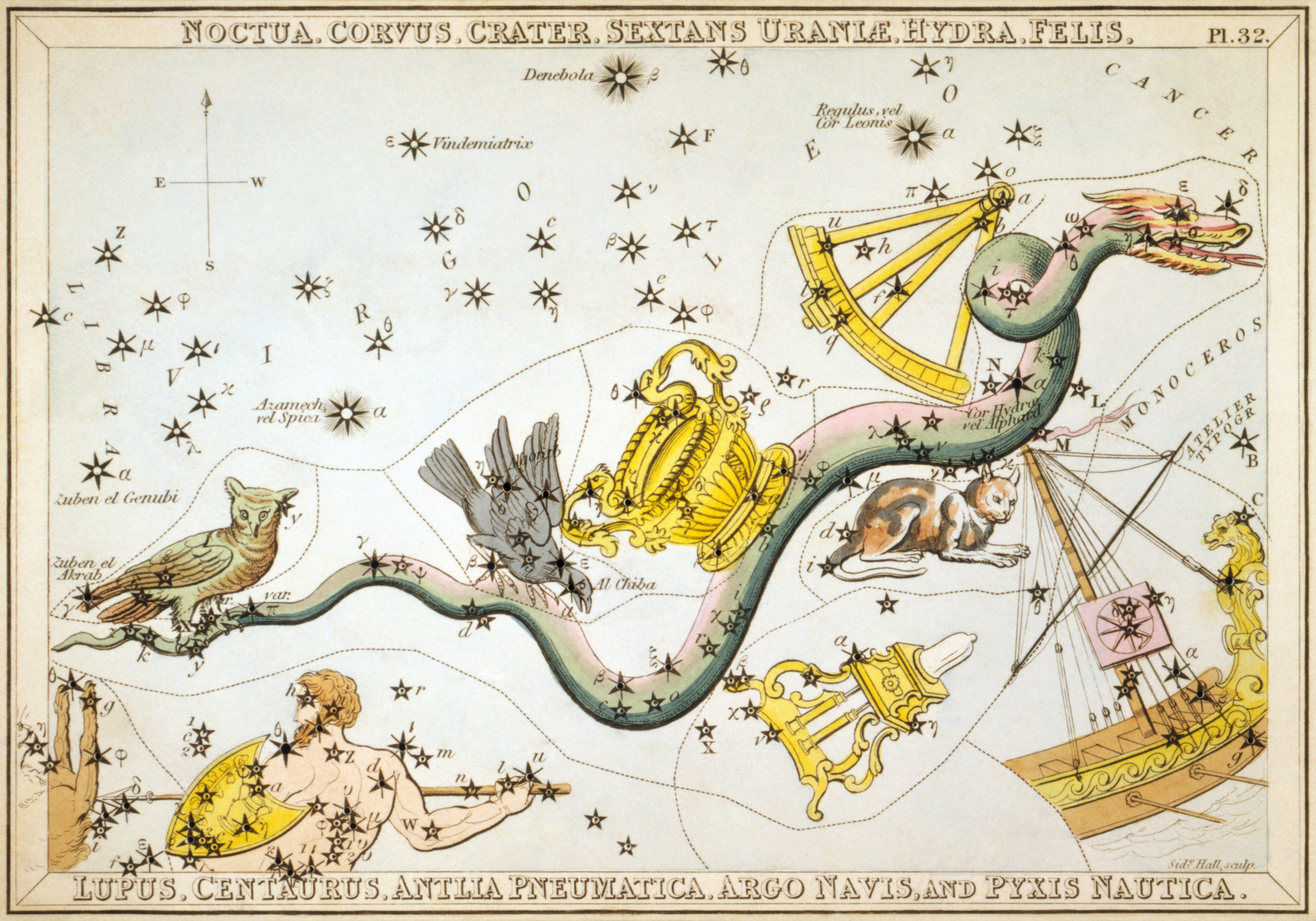
32: ふくろう座、からす座、コップ座、ろくぶんぎ座、うみへび座、ねこ座、おおかみ座、ケンタウルス座、ポンプ座、アルゴ船座、らしんばん座

## 描かれた星座
カード集に描かれた星座は以下の通り。
- りゅう座
- こぐま座
- きりん座
- となかい座（現在使用されていない。トナカイを模った星座[11]。）
- かんししゃメシエ座（現在使用されていない。星座名 Custos Messium は、文字通りではラテン語で「収穫の見張り人」という意味だが、仏天文家シャルル・メシエにかけて名付けられたものである[12]。）
- カシオペヤ座
- ケフェウス座
- フリードリヒのえいよ座（現在使用されていない。フリードリヒ大王を称えるため作られた星座[13]。）
- アンドロメダ座
- さんかく座
- ペルセウス座
- ぎょしゃ座
- やまねこ座
- ハーシェルのぼうえんきょう座（現在使用されていない。ウィリアム・ハーシェルの望遠鏡を模った星座[14]。）
- おおぐま座
- うしかい座
- りょうけん座
- かみのけ座
- しぶんぎ座 (現在使用されていない。仏天文学者ジェローム・ラランドが、甥と共に壁面四分儀を用いて天体観測していたことを記念しラランドが設定した星座[15]。）
- ヘルクレス座
- かんむり座
- ポニアトフスキーのおうし座（現在使用されていない。スタニスワフ・アウグスト・ポニャトフスキ王の紋章に描かれた雄牛を表した星座[16]。）
- へびつかい座[2]
- たて座（ヤン3世ソビェスキの楯を模った星座[17]。）
- へび座
- いるか座
- や座
- わし座
- アンティノウス座（現在使用されていない。アンティノウスはローマ皇帝ハドリアヌスの愛人[18]。）
- とかげ座
- はくちょう座
- こと座
- こぎつね座（かつては「小さなキツネとガチョウ Vulpecula and Anser」という名であった[19]。）
- ペガスス座
- こうま座
- おひつじ座
- きたばえ座（現在使用されていない。はえ座とは別の星座である[20]。）
- おうし座
- ふたご座
- かに座
- しし座
- こじし座
- おとめ座
- てんびん座
- さそり座
- いて座
- みなみのかんむり座
- けんびきょう座
- ぼうえんきょう座
- やぎ座
- みずがめ座
- みなみのうお座
- けいききゅう座（現在使用されていない。モンゴルフィエ兄弟の熱気球を記念して作られた星座[21]。）
- うお座
- ジョージのこと座（現在使用されていない。ジョージ3世を讃えて作られた[22]。）
- エリダヌス座[23]
- くじら座
- ちょうこくしつ座
- ろ座
- でんききかい座（現在使用されていない。起電機を模して造られた[24]。）
- オリオン座
- おおいぬ座
- うさぎ座
- はと座[25]
- ちょうこくぐ座[2]
- いっかくじゅう座
- こいぬ座
- いんさつしつ座（現在使用されていない。グーテンベルグの印刷室をモチーフとした[26]。）
- ふくろう座（現在使用されていない。かつて同じ領域につぐみ座が作られていた[27]。）
- からす座
- コップ座
- ろくぶんぎ座[28]
- うみへび座
- ねこ座（現在使用されていない[29]。）
- おおかみ座
- ケンタウルス座
- ポンプ座[30]
- アルゴ船座（現在使用されていない。りゅうこつ座、ほ座、とも座の3つに分割されている[31]。）
- らしんばん座[32]

上記に加え、うしかい座の下部にマエナルスさん座が、ペルセウス座の一部に「Caput Medusæ メドゥーサのくび」が、ヘルクレス座と共にケルベルス座が描かれている。